# Liste der Biografien/Marc
Liste der Biografien |
Portal Biografien |
Personensuche
# |
A |
B |
C |
D |
E |
F |
G |
H |
I |
J |
K |
L |
M |
N |
O |
P |
Q |
R |
S |
T |
U |
V |
W |
X |
Y |
Z |
?
 
Ma |
Mb |
Mc |
Md |
Me |
Mf |
Mg |
Mh |
Mi |
Mj |
Mk |
Ml |
Mm |
Mn |
Mo |
Mp |
Mq |
Mr |
Ms |
Mt |
Mu |
Mv |
Mw |
Mx |
My |
Mz
 
Maa |
Mab |
Mac |
Mad |
Mae |
Maf |
Mag |
Mah |
Mai |
Maj |
Mak |
Mal |
Mam |
Man |
Mao |
Map |
Maq |
Mar |
Mas |
Mat |
Mau |
Mav |
Maw |
Max |
May |
Maz
 
Mara |
Marb |
Marc |
Mard |
Mare |
Marf |
Marg |
Marh |
Mari |
Marj |
Mark |
Marl |
Marm |
Marn |
Maro |
Marp |
Marq |
Marr |
Mars |
Mart |
Maru |
Marv |
Marw |
Marx |
Mary |
Marz
Die Liste der Biografien führt alle Personen auf, die in der deutschsprachigen Wikipedia einen Artikel haben. Dieses ist eine Teilliste mit 860 Einträgen von Personen, deren Namen mit den Buchstaben „Marc“ beginnt.

## Marc
- Marc, Alain (* 1957), französischer Politiker, Mitglied der Nationalversammlung
- Marc, Alexandre (1904–2000), französischer Schriftsteller
- Marc, Andrei (* 1993), rumänischer Fußballspieler
- Marc, Charles Chrétien Henry (1771–1840), deutsch-französischer Arzt
- Marc, Dorin (* 1958), rumänischer Musiklehrer und Professor für Kontrabass an der Musikhochschule Augsburg-Nürnberg
- Marc, Evelyn (1915–1992), französische Malerin
- Marc, Felix (* 1975), deutscher Sänger und Songwriter
- Marc, Franz (1880–1916), deutscher Maler, Zeichner und GrafikerFranz Marc (1880–1916)

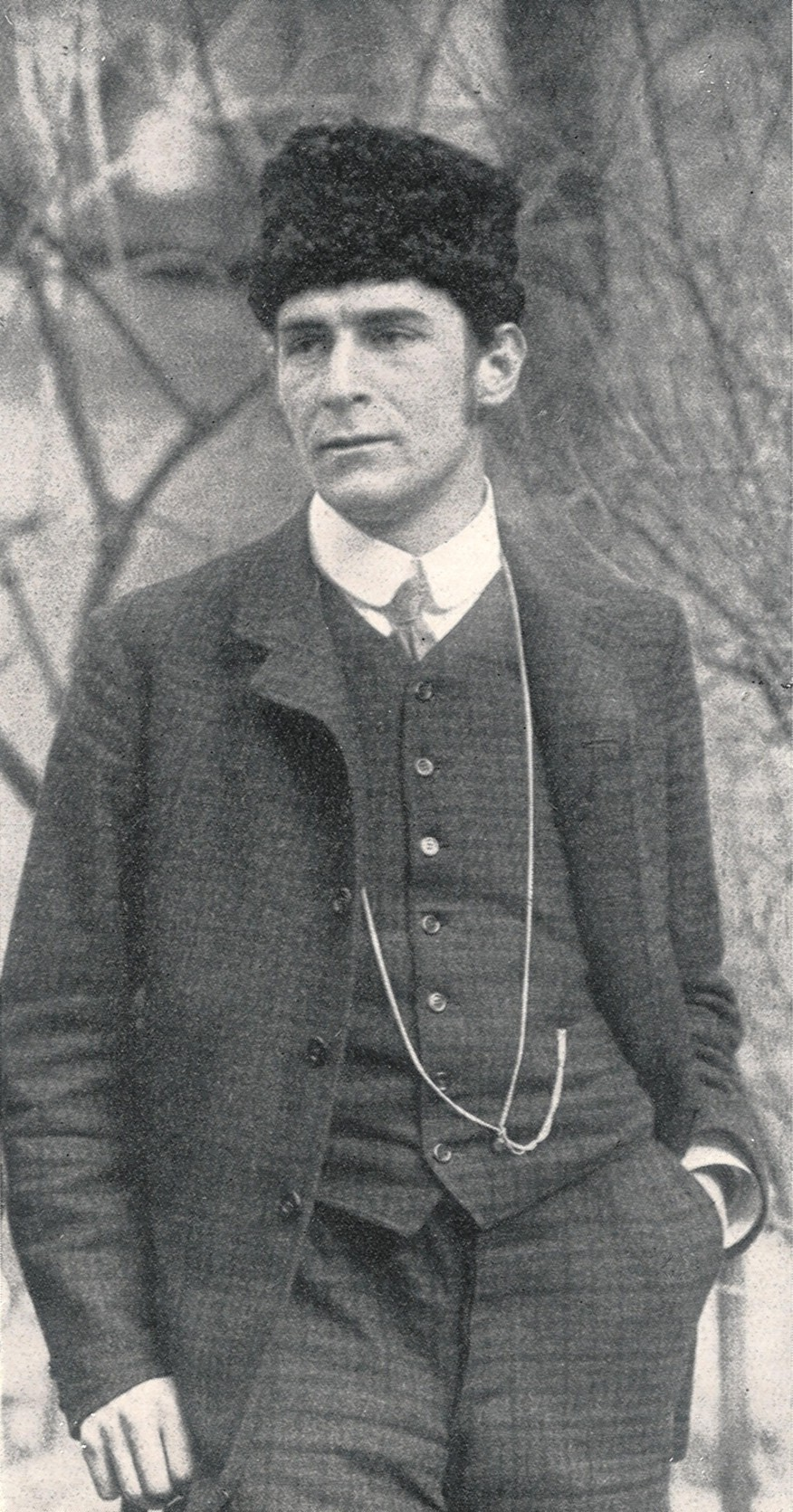
Franz Marc (1880–1916)

- Marc, Louis (1796–1857), deutscher Arzt und Abgeordneter
- Marc, Louis (* 1880), französischer Schwimmer und Wasserballspieler
- Marc, Maria (1876–1955), deutsche Malerin, Bildwirkerin und zweite Ehefrau von Franz Marc
- Marc, Mony, belgische Sängerin
- Marc, Paul (1877–1949), deutscher Byzantinist
- Marc, Stevel (* 1983), jamaikanisch-südafrikanischer Schauspieler, Stuntman, Synchronsprecher, Model, Fotograf und Autor
- Marc, Traian (* 1983), rumänischer Fußballtorhüter
- Marc, Wilhelm (1839–1907), deutscher Maler
- Marc-Wogau, Konrad (1902–1991), schwedischer Philosoph

### Marca
- Marca, Pierre de (1594–1662), französischer Jurist, Politiker, Gelehrter und römisch-katholischer Bischof und Erzbischof
- Marca-Relli, Conrad (1913–2000), italienisch-US-amerikanischer Maler
- Marcabru, Troubadour
- Marcacci, Giovanni Antonio (1769–1854), Schweizer Diplomat und Politiker
- Marcaccini, Lucio (1929–1982), italienischer Filmregisseur und Drehbuchautor
- Marcaccio, Fabián (* 1963), argentinischer Maler und Künstler
- Marcadanti, Jérôme (1893–1926), französischer Autorennfahrer
- Marcadé, Eustache († 1440), französischer Autor
- Marcadé, Jean (1920–2012), französischer Klassischer Archäologe
- Marcagi, Michael, US-amerikanischer Singer & Songwriter
- Marcaillou, Sylvain (1911–2007), französischer Radrennfahrer
- Marçais, Philippe (1910–1984), französischer Politiker, Mitglied der Nationalversammlung
- Marçal da Costa, Felizarda (* 2000), osttimoresische Leichtathletin und Behindertensportlerin, Goldmedaillengewinnerin bei Special Olympics Word Games
- Marçal i Serra, Maria Mercè (1952–1998), katalanische Dichterin, Erzählerin, Herausgeberin und Übersetzerin
- Marçal, Arlindo (* 1960), osttimoresischer Politiker und Diplomat
- Marçal, Armando (* 1956), brasilianischer Perkussionist
- Marçal, Azevedo, osttimoresischer Politiker
- Marçal, Fernando (* 1989), brasilianischer Fußballspieler
- Marçal, Guilhermina (* 1958), osttimoresische Geistliche
- Marçal, Hercules Rosario, Chef der indonesischen Bewegung Gerakan Rakyat Indonesia Baru
- Marçal, Leonel Lisboa (* 1973), osttimoresischer Politiker
- Marçal, Rosantina de Jesus (* 1963), osttimoresische Unabhängigkeitsaktivistin
- Marçal, Samuel, osttimoresischer Beamter und Politiker
- Marçal, Virgílio Maria Dias (* 1954), osttimoresischer Politiker
- Marcan, Dino (* 1991), kroatischer Tennisspieler
- Marcan, Fritz Jakob (1898–1972), deutscher Verleger und Kaufmann
- Marcangeli, Laurent (* 1980), französischer Politiker, Mitglied der Nationalversammlung
- Marcano Adrianza, Alfredo (* 1953), venezolanischer Schlagzeuger und Komponist
- Marcano, Alfredo (1947–2009), venezolanischer Boxer im Superfedergewicht und Normalausleger
- Marcano, César (* 1987), venezolanischer Bahnradsportler
- Marcano, Iván (* 1987), spanischer Fußballspieler
- Marcantoni, François (1920–2010), französischer Widerstandskämpfer der Résistance, Krimineller und BuchautorFrançois Marcantoni (1920–2010)

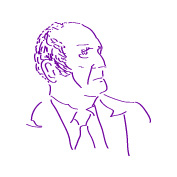
François Marcantoni (1920–2010)

- Marcantonio, Vito (1902–1954), US-amerikanischer Politiker
- Marcão (* 1973), brasilianischer Fußballspieler
- Marcão (* 1975), brasilianischer Fußballspieler
- Marcão (* 1994), brasilianischer Fußballspieler
- Marcão (* 1996), brasilianischer Fußballspieler
- Marcard, Clara Lotte von (1871–1955), deutsch-amerikanische Blumen- und Landschaftsmalerin
- Marcard, Eduard (1826–1892), hannoverischer und preußischer Beamter und Abgeordneter
- Marcard, Enno von (1900–1993), deutscher Bankier
- Marcard, Heinrich Eugen (1806–1883), deutscher Politiker (Deutschkonservativen Partei), MdR
- Marcard, Heinrich Matthias (1747–1817), deutscher Mediziner und Schriftsteller sowie Fürstlich Waldeckischer Geheimrat
- Marcard, Karl von (1857–1900), preußischer Verwaltungsbeamter
- Marcard, Walter (1891–1947), deutscher Ingenieur und Hochschullehrer
- Marcarie, Juan Ignacio (* 1985), argentinischer Fußballspieler
- Marcarover, Helene († 1992), deutsche Malerin, Zeichnerin und Dichterin
- Marcassus, Pierre de (1584–1664), französischer Schriftsteller und Übersetzer
- Marcato, Marco (* 1984), italienischer Radrennfahrer

### Marce
- Marceau, André (* 1946), französischer Geistlicher, römisch-katholischer Bischof von Nizza
- Marceau, Félicien (1913–2012), belgisch-französischer Journalist und Schriftsteller
- Marceau, François Séverin (1769–1796), General der französischen Republik
- Marceau, Gabrielle (* 1960), kanadische Hochschullehrerin und Funktionärin der Welthandelsorganisation
- Marceau, Jewell (* 1975), US-amerikanisches Fetisch- und Aktmodel, Pornodarstellerin und Regisseurin
- Marceau, Marcel (1923–2007), französischer Pantomime
- Marceau, Olivier (* 1973), Schweizer Triathlet
- Marceau, Sophie (* 1966), französische SchauspielerinSophie Marceau (* 1966)

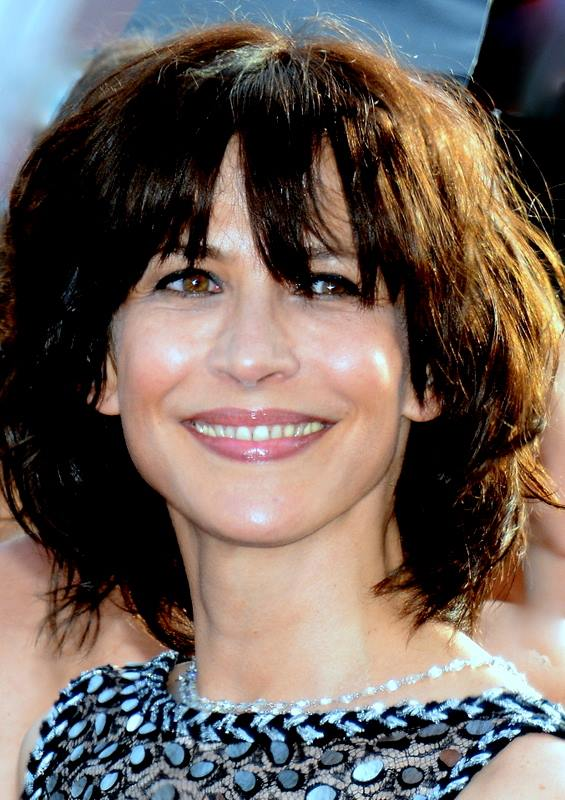
Sophie Marceau (* 1966)

- Marcegaglia, Antonio (* 1963), italienischer Unternehmer
- Marcegaglia, Emma (* 1965), italienische Unternehmerin, Vorsitzende von Confindustria
- Marček, Miroslav (* 1995), slowakischer Sprinter
- Marcel, André (1902–1996), Schweizer Journalist, Dramaturg und Schriftsteller
- Marcel, Elisabeth (1745–1805), Gründerin einer Baumwollspinnerei in Lausanne
- Marcel, Ernesto (1948–2020), panamaischer Boxer im Federgewicht
- Marcel, Étienne († 1358), reicher Tuchhändler und der Vorsteher der Seinekaufleute in Paris
- Marcel, François-Robert († 1759), französischer Tanzpädagoge und Tänzer
- Marcel, Gabriel (1889–1973), französischer Philosoph und Begründer des christlichen Existenzialismus
- Marcel, Hugo (* 1942), argentinischer Tangosänger
- Marcel, Jean (* 1903), anglikanischer Bischof von Madagaskar
- Marcel, Jean-Jacques (1931–2014), französischer Fußballspieler
- Marcel, Kelly (* 1974), britische Drehbuchautorin und Schauspielerin
- Marcel, Michael (* 1988), US-amerikanischer Schauspieler
- Marcel, Sylvain (* 1964), kanadischer Filmschauspieler
- Marcela, Jade (* 1980), US-amerikanische PornodarstellerinJade Marcela (* 1980)

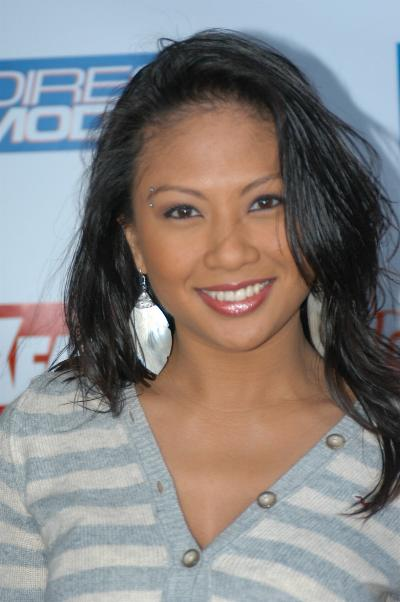
Jade Marcela (* 1980)

- Marcelak, César (1913–2005), französischer Radrennfahrer
- Marčelić, Josip (1847–1928), jugoslawischer Priester, Bischof von Dubrovnik
- Marcelin, Émile (1906–1954), französischer Komponist
- Marcelin, Jean (* 2000), madagassischer Fußballspieler
- Marcelinho (* 1975), brasilianischer FußballspielerMarcelinho (* 1975)

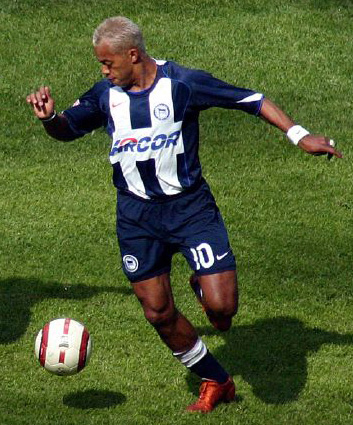
Marcelinho (* 1975)

- Marcelinho Carioca (* 1971), brasilianischer Fußballspieler
- Marcelinho da Lua, brasilianischer Sänger und Disc-Jockey
- Marcelino (* 1965), spanischer Fußballspieler und -trainer
- Marcelino, António Baltasar (1930–2013), portugiesischer Geistlicher und römisch-katholischer Bischof von Aveiro
- Marcelino, Edgar (* 1984), portugiesischer Fußballspieler
- Marcelino, João (1925–1995), portugiesischer Radrennfahrer
- Marcelino, Mariana (* 1992), brasilianische Hammerwerferin
- Marcell, Joseph (* 1948), britischer Schauspieler
- Marcell, Julia (* 1982), polnische Sängerin und Pianistin
- Marcella von Rom, Märtyrin und Heilige
- Marcelle, Armand (1905–1974), französischer Ruderer
- Marcelle, Édouard (1909–2001), französischer Ruderer
- Marcelle, Shanice (* 1990), kanadische Volleyballspielerin
- Marcelli, Andrea (* 1962), italienischer Jazzperkussionist und -komponist
- Marcelli, Elia (1915–1998), italienischer Dichter, Dokumentarfilmer und Drehbuchautor
- Marcelli, Nino (* 2005), slowakischer Fußballspieler
- Marcelli, Vittorio (* 1944), italienischer Radsportler
- Marcellianus, römischer Oberbefehlshaber
- Marcellin, Alberto (* 1920), italienischer Skirennläufer
- Marcellin, Raymond (1914–2004), französischer Politiker (CNIP, RI, UDF)
- Marcellina von Mailand, frühchristliche Jungfrau und Heilige, Schwester des heiligen Ambrosius
- Marcellini, Carlo (1643–1713), italienischer Bildhauer, Architekt und Schriftsteller
- Marcellini, Paolo (* 1947), italienischer Mathematiker
- Marcellini, Romolo (1910–1999), italienischer Filmregisseur und Drehbuchautor
- Marcellini, Siro (* 1921), italienischer Filmregisseur
- Marcellinus, Bischof von Diocaesarea
- Marcellinus († 304), Bischof von Rom (296–304)
- Marcellinus, christlicher Märtyrer und Exorzist
- Marcellinus († 351), spätantiker römischer Beamter
- Marcellinus († 468), weströmischer Heermeister
- Marcellinus, römischer Konsul 275
- Marcellinus Comes, spätantiker Geschichtsschreiber
- Marcellinus, Iulius, Angehöriger des römischen Ritterstandes
- Marcellis, Dirk (* 1988), niederländischer Fußballspieler
- Marcellius, Henricus († 1664), deutscher Jesuit, katholischer Theologie und Ireniker
- Marcello, deutscher Rapper und Produzent
- Marcello (1836–1879), Schweizer Malerin und Bildhauerin
- Marcello, Alessandro (1673–1747), italienischer Adliger und Komponist
- Marcello, Alessandro (1813–1871), italienischer Politiker, Bürgermeister von Venedig
- Marcello, Benedetto (1686–1739), italienischer Komponist des Barock
- Marcello, Carlos (1910–1993), italo-amerikanischer MafiosoCarlos Marcello (1910–1993)

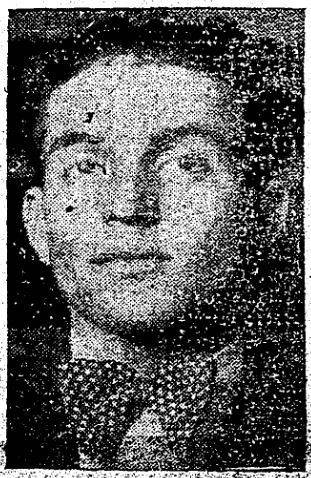
Carlos Marcello (1910–1993)

- Marcello, Cristoforo († 1527), italienischer römisch-katholischer Theologe und Humanist
- Marcello, Edith (* 1937), deutsche Schauspielerin, Regisseurin, Drehbuchautorin und Filmproduzentin
- Marcello, Ernst (1907–1976), deutsch-amerikanischer Politiker
- Marcello, Giovanni (1898–1963), italienischer Politiker, ernannter Bürgermeister (Podestà) Venedigs (1938–1941)
- Marcello, James (* 1941), US-amerikanischer Mobster
- Marcello, Loredana (1518–1572), Ehefrau des Dogen Alvise Mocenigo I.
- Marcello, Lorenzo (1603–1656), venezianischer Admiral
- Marcello, Nicolò (1397–1474), Doge von Venedig
- Marcello, Pietro, Verfasser einer Geschichte der Dogen von Venedig
- Marcellus, legendärer venezianischer Doge
- Marcellus, weströmischer Usurpator
- Marcellus († 178), Märtyrer und Heiliger
- Marcellus († 366), römischer Gegenkaiser
- Marcellus, römischer Präfekt von Judäa (36–37)
- Marcellus, römischer Heermeister
- Marcellus Empiricus, römischer Medizinschriftsteller
- Marcellus I. († 309), Bischof von Rom
- Marcellus II. (1501–1555), Papst (vom 9. April bis zum 1. Mai 1555)
- Marcellus von Ancyra († 374), Bischof von Ancyra
- Marcellus von Paris, Bischof von Paris
- Marcellus von Tanger († 298), christlicher Märtyrer
- Marcellus, Johannes (* 1510), deutscher Philologe und Poet
- Marcellus, Marcus Claudius († 208 v. Chr.), römischer General im Zweiten Punischen Krieg
- Marcellusi, Martin (* 2000), italienischer Radrennfahrer
- Marcelly (1882–1966), französischer Chansonsänger
- Marcelo (* 1987), brasilianischer Fußballspieler
- Marcelo (* 1988), brasilianischer FußballspielerMarcelo (* 1988)

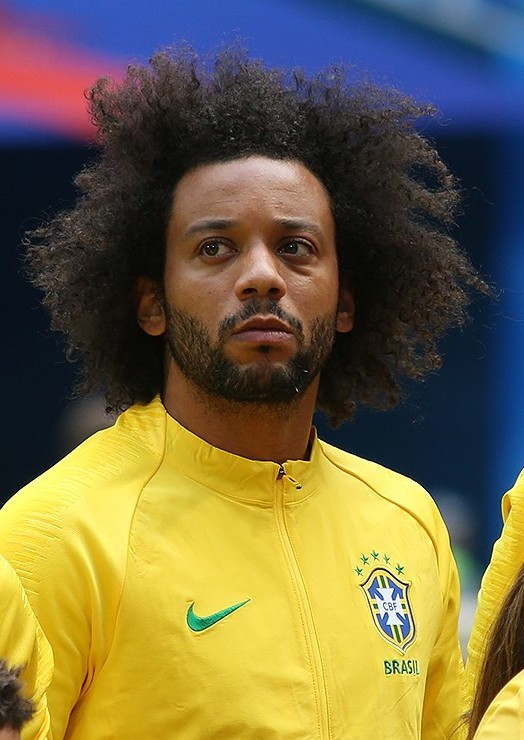
Marcelo (* 1988)

- Marcelo D2 (* 1967), brasilianischer Rapper
- Marcelo, Alexis, US-amerikanischer Jazzmusiker
- Marcelo, Jovy (1965–1992), philippinischer Autorennfahrer
- Marcelo, Mestre (* 1972), brasilianischer Capoeira-Meister
- Marcelo, Rogelio (* 1965), kubanischer Boxer
- Marcenaro Romero, Santiago Luis (1913–2006), peruanischer Diplomat
- Marcenaro, Roland (* 1963), uruguayischer Fußballspieler und Trainer
- Marceneiro, Alfredo (1891–1982), portugiesischer Fado-Sänger
- Marcère, Émile de (1828–1918), französischer Staatsmann
- Marcet, Alexander (1770–1822), schweizerisch-britischer Chemiker und Arzt
- Marcet, Enrique (1924–2010), Schweizer Forstwissenschaftler und Hochschullehrer
- Marcet, Jane (1769–1858), Erfinderin der populärwissenschaftlichen Sachbücher
- Marčeta, Damjan (* 1994), serbischer Fußballspieler
- Marceta, Dragan (* 2000), österreichischer Fußballspieler
- Marceta, Philipp (* 1993), österreichischer Fußballspieler

### March
- March, Aaron (* 1986), italienischer Snowboarder
- March, Aleida (* 1936), kubanische RevolutionärinAleida March (* 1936)

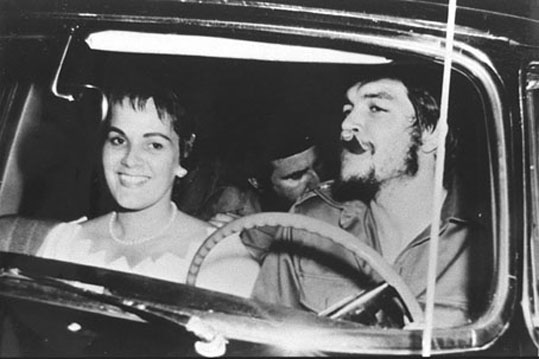
Aleida March (* 1936)

- March, Arthur (1891–1957), österreichischer Physiker
- March, Ausiàs († 1459), valencianischer Schriftsteller und Ritter
- March, Barbara (1953–2019), kanadische Schauspielerin
- March, Bill (1937–2022), US-amerikanischer Gewichtheber
- March, Caspar (1619–1677), deutscher Mediziner, Mathematiker und Astronom
- March, Caspar (1654–1706), deutscher Mediziner
- March, Charlotte (1930–2005), deutsche Fotografin
- March, Ernst (1798–1847), Tonwarenfabrikant
- March, Forbes (* 1973), kanadischer Schauspieler und ehemaliges Model
- March, Francis Andrew (1825–1911), US-amerikanischer Philologe und Autor
- March, Fredric (1897–1975), US-amerikanischer SchauspielerFredric March (1897–1975)

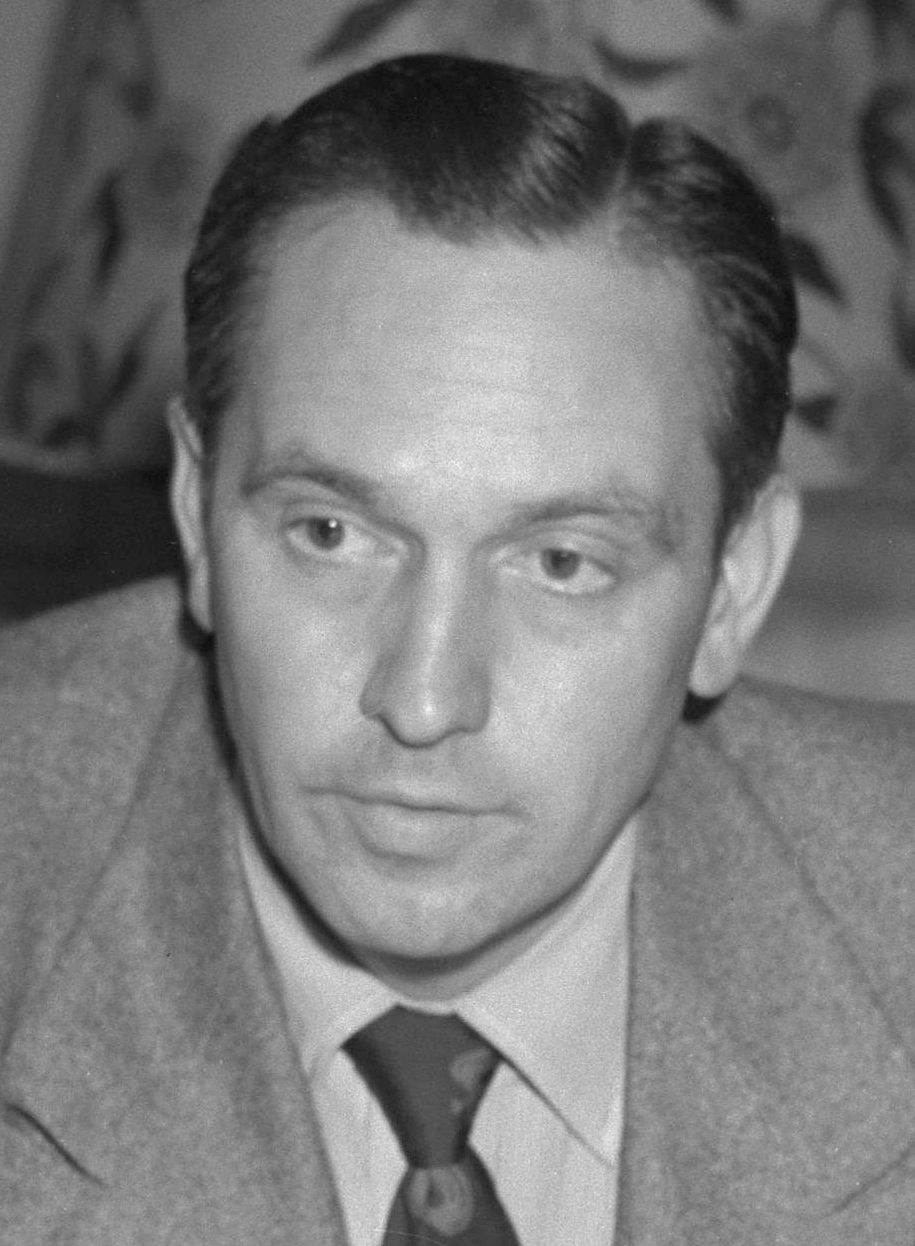
Fredric March (1897–1975)

- March, Hal (1920–1970), US-amerikanischer Schauspieler
- March, Harold (1904–1977), englischer Fußballspieler
- March, James (1928–2018), US-amerikanischer Organisationstheoretiker
- March, Jane (* 1973), britische Schauspielerin
- March, Jaume († 1410), katalanischer Dichter, Romanist, Katalanist und Lexikograf
- March, Jerry (1929–1997), US-amerikanischer Chemiker
- March, Joan (1582–1658), spanischer Benediktinermönch, Komponist und Organist
- March, Joan Francesc (1927–2019), spanischer Schriftsteller
- March, Juan (1880–1962), spanischer Unternehmer und Bankier
- March, Lori (1923–2013), US-amerikanische Schauspielerin
- March, Marvin (1930–2022), US-amerikanischer Szenenbildner
- March, Mush (1908–2002), kanadischer Eishockeyspieler
- March, Nimmy (* 1962), englische Schauspielerin
- March, Otto (1845–1913), deutscher Architekt
- March, Peggy (* 1948), US-amerikanische Sängerin und LiedtexterinPeggy March (* 1948)

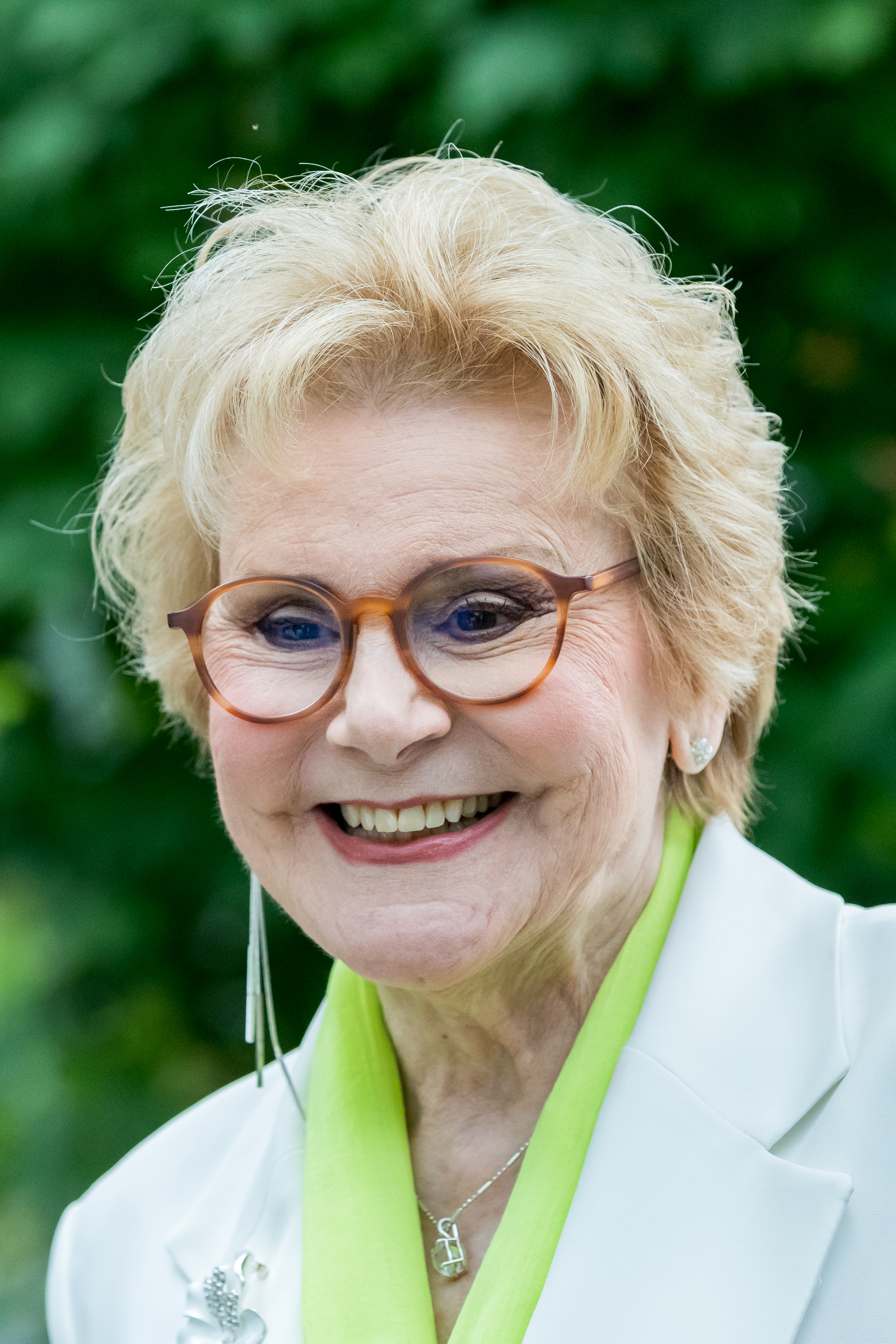
Peggy March (* 1948)

- March, Peyton C. (1864–1955), US-amerikanischer General und Chief of Staff of the Army
- March, Solly (* 1994), englischer Fußballspieler
- March, Stan (* 1938), englischer Fußballspieler
- March, Stephanie (* 1974), US-amerikanische Schauspielerin
- March, Walter (1898–1969), deutscher Architekt
- March, Werner (1894–1976), deutscher Architekt
- March, William, englischer Geistlicher und Minister
- March, William (1893–1954), US-amerikanischer Schriftsteller

#### Marcha
- Marchais, Georges (1920–1997), französischer Politiker (KPF), Mitglied der Nationalversammlung, MdEP und GewerkschafterGeorges Marchais (1920–1997)

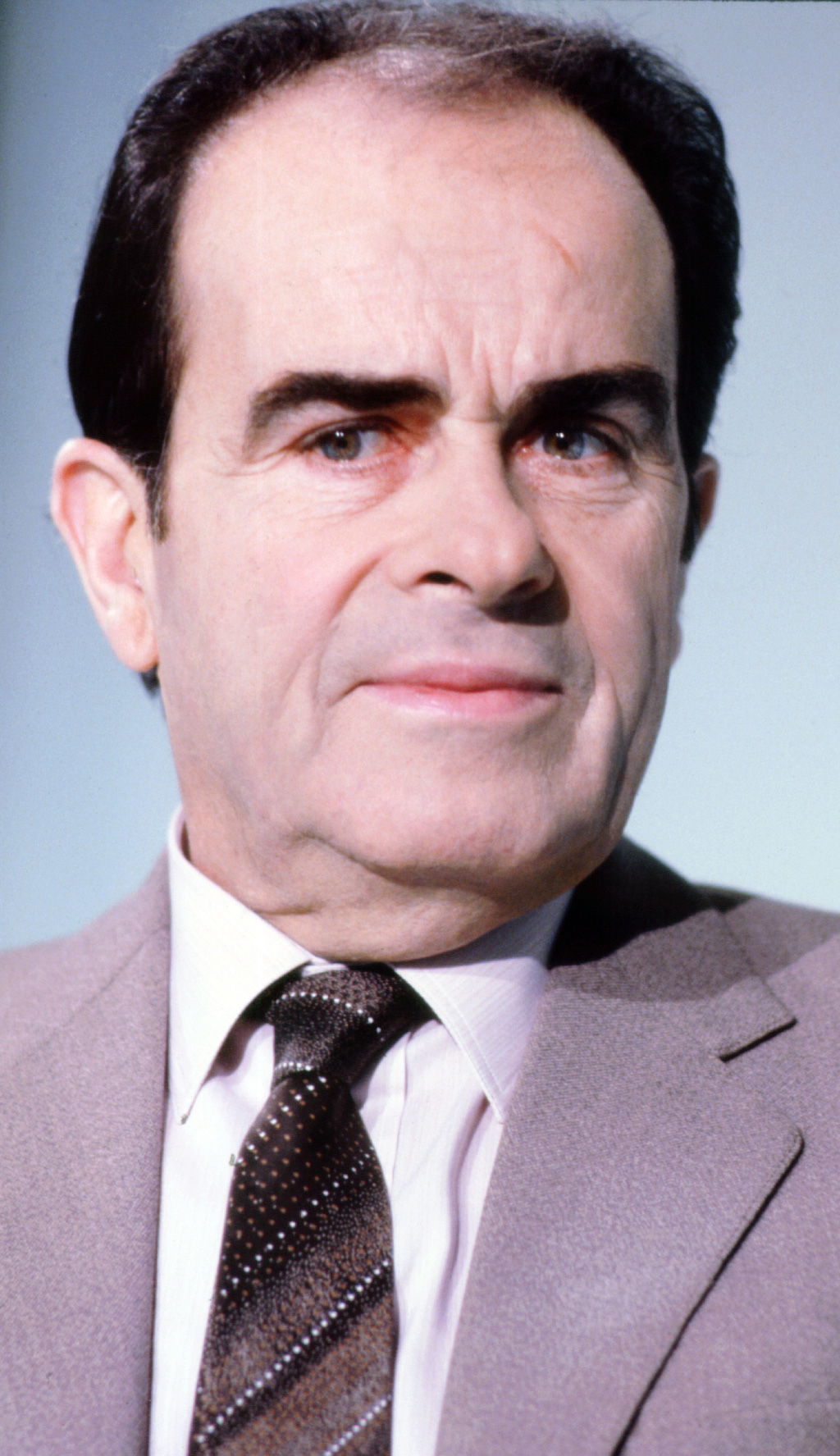
Georges Marchais (1920–1997)

- Marchal, André (1894–1980), französischer Organist, Improvisator und Orgellehrer
- Marchal, Anselme (1882–1921), französischer Flugpionier
- Marchal, Arlette (1902–1984), französische Schauspielerin
- Marchal, Auguste (1824–1900), französischer Priester und Bischof
- Marchal, Catherine (* 1967), französische Schauspielerin
- Marchal, Dominique (* 1944), Pilotin
- Marchal, Georges (1920–1997), französischer Schauspieler
- Marchal, Guy P. (1938–2020), Schweizer Historiker
- Marchal, Joseph (1822–1892), französischer römisch-katholischer Priester und Bischof
- Marchal, Jules (1924–2003), belgischer Diplomat und Historiker
- Marchal, Kai (* 1974), deutscher Philosoph und Sinologe
- Marchal, Léon (1900–1956), französischer Diplomat und Generalsekretär des Europarates
- Marchal, Olivier (* 1958), französischer Schauspieler, Regisseur und DrehbuchautorOlivier Marchal (* 1958)

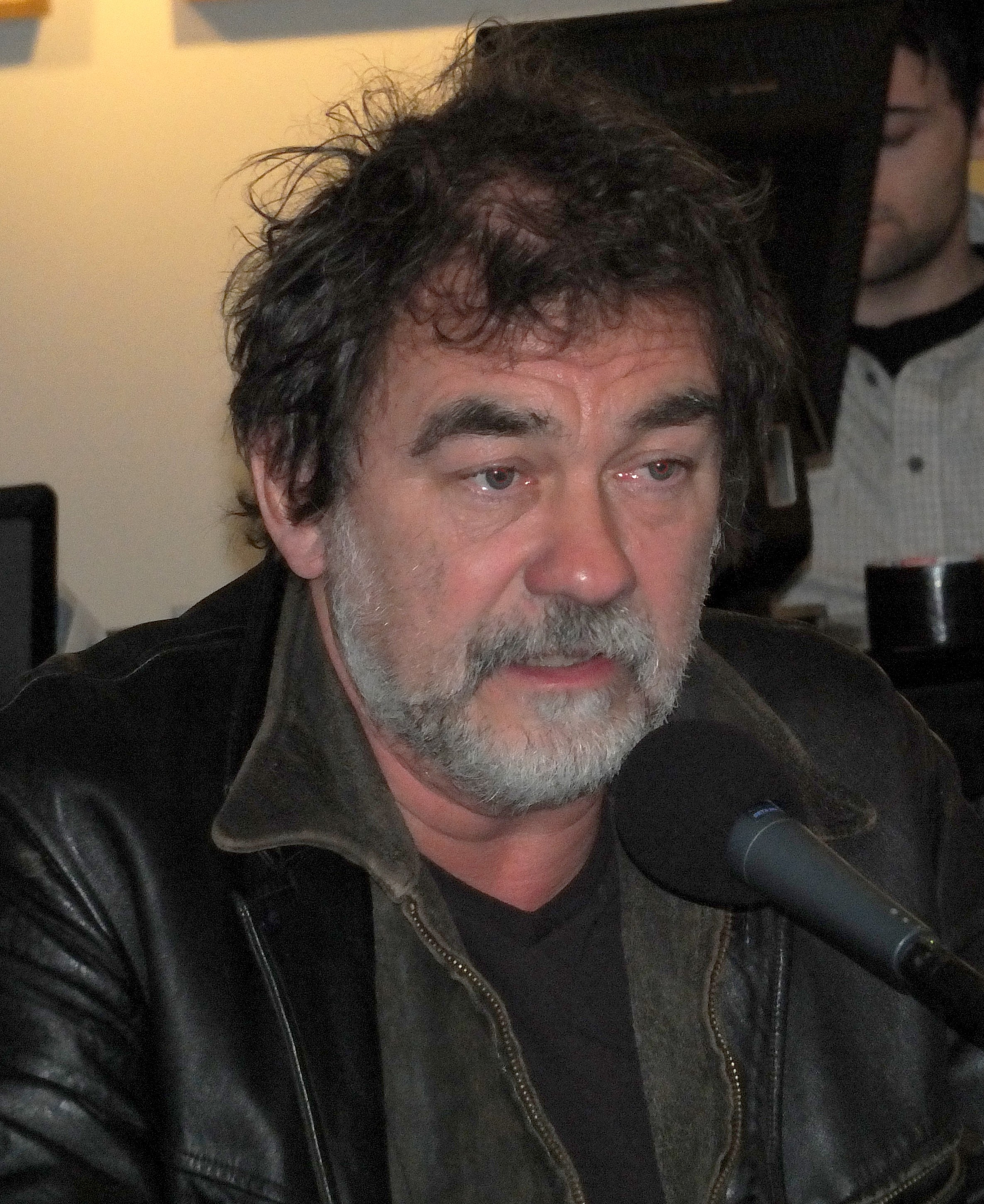
Olivier Marchal (* 1958)

- Marchal, Robert (1901–1961), französischer Langstreckenläufer
- Marchan, Jaden (* 2006), Sprinter aus Trinidad und Tobago
- Marchán, Javier (* 1967), katalanisch-spanischer Konzeptkünstler
- Marchán, Rubén (* 1994), spanischer Handballspieler
- Marchand, Albert Gallatin (1811–1848), US-amerikanischer Politiker
- Marchand, André (1907–1997), französischer Maler, Illustrator, Bühnenbildner und Tapisseriedesigner
- Marchand, André (1945–2021), deutscher Pianist und Hochschullehrer
- Marchand, André (* 1980), deutscher Wirtschaftswissenschaftler
- Marchand, Anne-Marie (1927–2005), französische Kostümbildnerin
- Marchand, Bernard (1912–2000), Schweizer Sprinter
- Marchand, Bertrand (1953–2023), französischer Fußballspieler und -trainer
- Marchand, Brad (* 1988), kanadischer Eishockeyspieler
- Marchand, Charles (1890–1930), kanadischer Folksänger
- Marchand, Christophe (* 1965), Schweizer Designer
- Marchand, Christophe (* 1972), französischer Schwimmer
- Marchand, Colette (1925–2015), französische Tänzerin und Schauspielerin
- Marchand, Corinne (* 1931), französische Schauspielerin
- Marchand, Daniel (1900–1989), französischer Autorennfahrer
- Marchand, David (1776–1832), US-amerikanischer Politiker
- Marchand, Didier-Léon (1925–2022), französischer Geistlicher, römisch-katholischer Bischof von Valence
- Marchand, Étienne (1755–1793), französischer Kapitän, Kaufmann und Weltumsegler
- Marchand, Felix (1846–1928), deutscher Mediziner (Pathologe)
- Marchand, Félix-Gabriel (1832–1900), kanadischer Politiker, Notar, Autor und Journalist
- Marchand, Gilles (* 1962), Schweizer Soziologe und Generaldirektor der Schweizerischen Radio- und Fernsehgesellschaft (SRG)
- Marchand, Gilles (* 1963), französischer Filmregisseur und Drehbuchautor
- Marchand, Guy (1937–2023), französischer Schauspieler, Jazz-Klarinettist und SängerGuy Marchand (1937–2023)

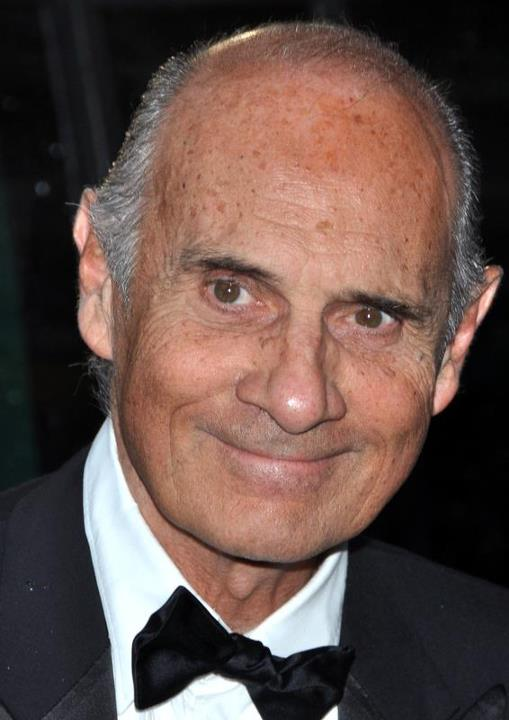
Guy Marchand (1937–2023)

- Marchand, Hans (1907–1978), deutscher Sprachwissenschaftler
- Marchand, Hans (* 1919), deutscher Politiker (LDPD), MdV
- Marchand, Henri (1898–1959), französischer Schauspieler
- Marchand, Hermann (1864–1945), deutscher Jurist und Stadtentwickler
- Marchand, Hildegard (1896–1950), deutsche Kunsthistorikerin
- Marchand, Jean (1918–1988), kanadischer Gewerkschaftsfunktionär und Politiker
- Marchand, Jean Gabriel (1765–1851), französischer Divisionsgeneral
- Marchand, Jean-Baptiste (1863–1934), französischer Offizier und Afrikaforscher
- Marchand, Joseph (1803–1835), französischer Missionar in Vietnam, Mitglied der Pariser Mission und Heiliger und Märtyrer der römisch-katholischen Kirche
- Marchand, Joseph (1892–1935), belgischer Radrennfahrer
- Marchand, Julien (* 1995), französischer Rugby-Union-Spieler
- Marchand, Kathrin (* 1990), deutsche Ruderin
- Marchand, Léon (* 2002), französischer SchwimmerLéon Marchand (* 2002)

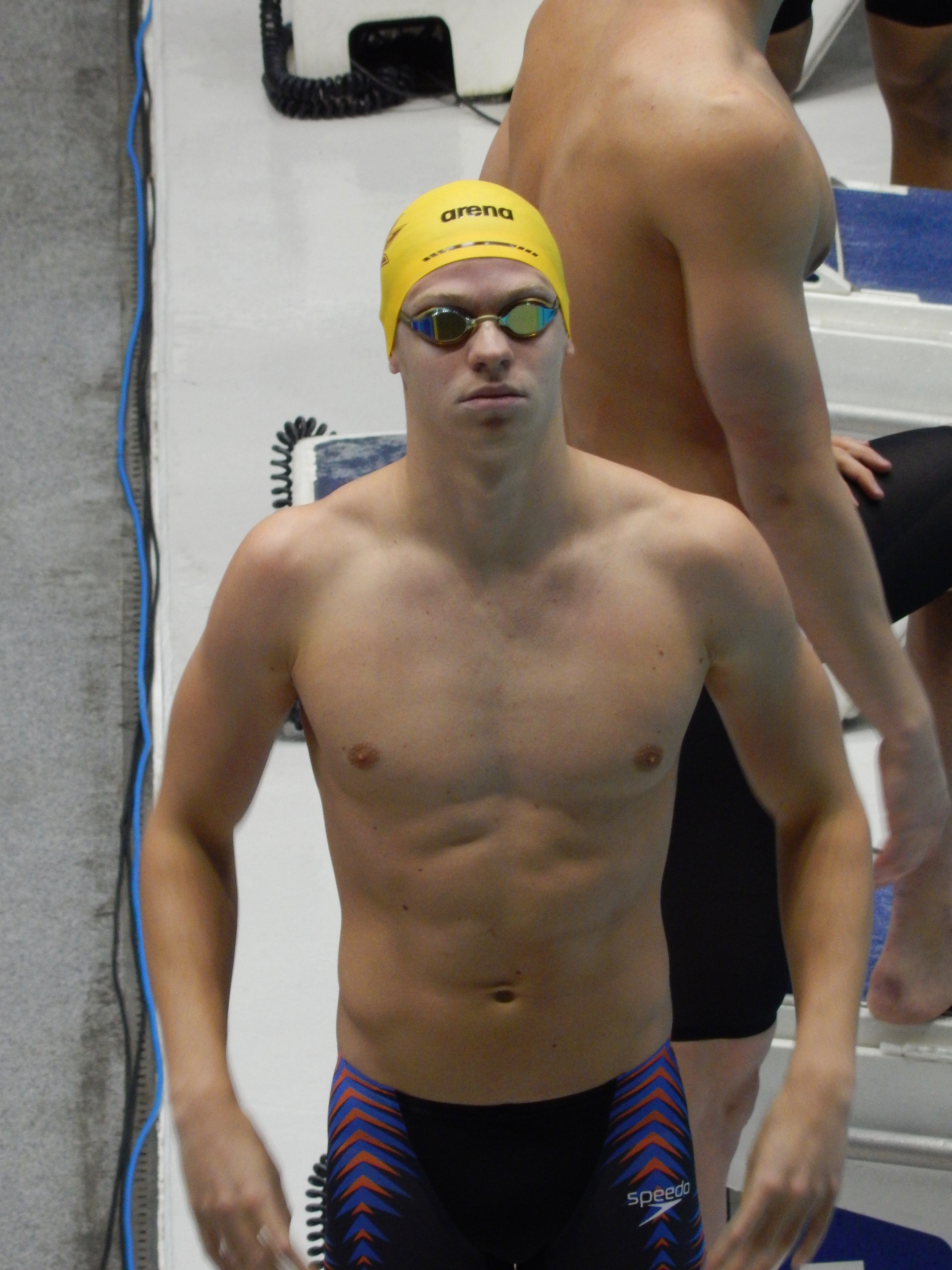
Léon Marchand (* 2002)

- Marchand, Leonard (1933–2016), kanadischer Politiker
- Marchand, Louis (1669–1732), französischer Cembalist, Organist und Komponist
- Marchand, Louis-Auguste (1774–1812), französischer General der Infanterie
- Marchand, Michèle (* 1947), französische Unternehmerin und PR-Beraterin
- Marchand, Nancy (1928–2000), US-amerikanische Schauspielerin
- Marchand, Paul (1937–2011), kanadischer Ordensgeistlicher und römisch-katholischer Bischof von Timmins
- Marchand, Philip (* 1946), kanadischer Autor und Journalist US-amerikanischer Herkunft
- Marchand, Philippe (1939–2018), französischer Jurist und Politiker
- Marchand, Pierre-André (* 1943), Schweizer Journalist, Schriftsteller, Sänger und Liedermacher
- Marchand, Richard Felix (1813–1850), deutscher Chemiker
- Marchand, Robert (1911–2021), französischer Radrennfahrer
- Marchand, Suzanne L. (* 1961), US-amerikanische Historikerin
- Marchand, Theobald Hilarius (1741–1800), Theaterunternehmer in Mannheim und später in München
- Marchand, Thierry, französischer Animator
- Marchand, Xavier (* 1973), französischer Schwimmer
- Marchand, Yannick (* 2000), Schweizer Fussballspieler
- Marchand-Balet, Géraldine (* 1971), Schweizer Politikerin (CVP)
- Marchandeau, Paul (1882–1968), französischer Politiker, Mitglied der Nationalversammlung und Minister
- Marchant, Amanda (* 1988), englische Popmusikerin
- Marchant, Armand (* 1997), belgischer Skirennläufer
- Marchant, Auguste (1863–1923), belgischer Generalmajor
- Marchant, David R., US-amerikanischer Geologe und Geowissenschaftler
- Marchant, Guy, Buchdrucker
- Marchant, Henry (1741–1796), amerikanischer Politiker
- Marchant, Jérôme (1540–1594), französischer Generalminister der Kartäuser
- Marchant, Katy (* 1993), britische Radsportlerin
- Marchant, Kenny (* 1951), US-amerikanischer Politiker
- Marchant, Lanni (* 1984), kanadische Langstreckenläuferin
- Marchant, Mien (1866–1952), niederländische Malerin
- Marchant, Nicolas († 1678), französischer Apotheker und Botaniker
- Marchant, Nigel (* 1972), britischer Filmproduzent
- Marchant, Sam (* 1988), englische Teilnehmerin bei Big Brother und Sängerin
- Marchant, Sergio (1961–2020), chilenischer Fußballspieler
- Marchant, Todd (* 1973), US-amerikanischer Eishockeyspieler und -funktionär
- Marchant, Tony (* 1937), australischer Bahnradsportler und Olympiasieger
- Marchão, Joana (* 1996), portugiesische Fußballspielerin
- Marchart, Alexander (* 1927), österreichischer Architekt
- Marchart, Diether (1939–1962), österreichischer Bergsteiger
- Marchart, Oliver (* 1968), österreichischer politischer PhilosophOliver Marchart (* 1968)

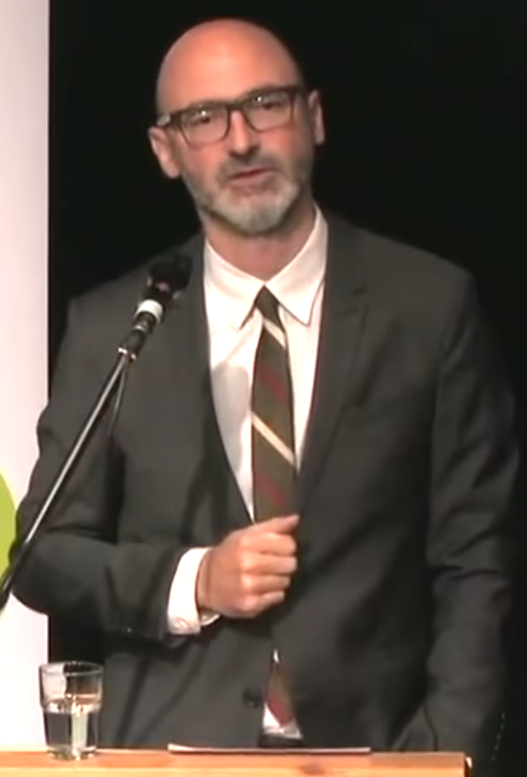
Oliver Marchart (* 1968)

- Marchart, Wolfgang (1945–2008), österreichischer Verwaltungsjurist
- Marchat, Franz (* 1964), österreichischer Politiker (FPÖ, TS), Landtagsabgeordneter

#### Marchb
- Marchbank, John (1883–1946), schottischer Gewerkschafter
- Marchbanks, Lucretia (1832–1911), US-amerikanische Sklavin, Köchin und Hotelbetreiberin

#### Marche
- Marche, Grégoire (* 1990), französischer Squashspieler
- Marche, Roger (1924–1997), französischer Fußballspieler
- Marche, Wolf Georg († 1745), kursächsischer Generalleutnant, Kommandant der Pleißenburg bei Leipzig
- Marchegiani, Luca (* 1966), italienischer Fußballtorwart
- Marchei, Valentina (* 1986), italienische Eiskunstläuferin
- Marchel, Günter (* 1963), österreichischer Maler
- Marchel, Heinz (* 1967), österreichischer Radrennfahrer
- Marchelletta, Jeff (* 1967), US-amerikanischer Schauspieler, Filmproduzent und Model
- Marchelli, Bruno (* 1992), uruguayischer Fußballspieler
- Marchelli, Carla (* 1935), italienische Skirennläuferin
- Marchelli, Maria Grazia (1932–2006), italienische Skirennläuferin
- Märchen, Artur (1932–2002), deutscher Künstler, Lebenskünstler, Grafiker, Maler und Poet
- Marchena y Dujarric, Enrique de (1908–1988), dominikanischer Komponist und Diplomat
- Marchena, Carlos (* 1979), spanischer Fußballspieler
- Marchena, Guillermo (1947–1994), niederländischer Schlagzeuger und Popsänger
- Marchena, Pepe (1903–1976), spanischer Flamenco-Sänger
- Marcher, Mathias (1853–1926), österreichischer Bergführer
- Marchesani, Oswald (1900–1952), deutsch-österreichischer Augenarzt und Hochschullehrer
- Marchesano, Antonio (1930–2019), uruguayischer Politiker
- Marchesano, Antonio (* 1991), schweizerisch-italienischer Fussballspieler
- Marchese, Filippo (1938–1982), italienischer MafiosoFilippo Marchese (1938–1982)

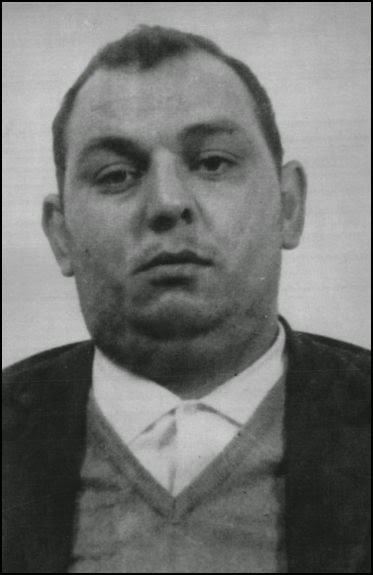
Filippo Marchese (1938–1982)

- Marchese, Giovanni (* 1984), italienischer Fußballspieler
- Marchese, Giuseppe (* 1962), italienischer Mafioso
- Marchese, Tom (* 1987), US-amerikanischer Pokerspieler
- Marchese, Vincenzo (* 1983), italienischer Fußballspieler
- Marchesi, Blanche (1863–1940), französische Opernsängerin (Sopran) und Gesangspädagogin
- Marchesi, Concetto (1878–1957), italienischer Altphilologe und Politiker
- Marchesi, Gabriele (* 1953), italienischer Geistlicher, römisch-katholischer Bischof von Floresta
- Marchesi, Gualtiero (1930–2017), italienischer KochGualtiero Marchesi (1930–2017)

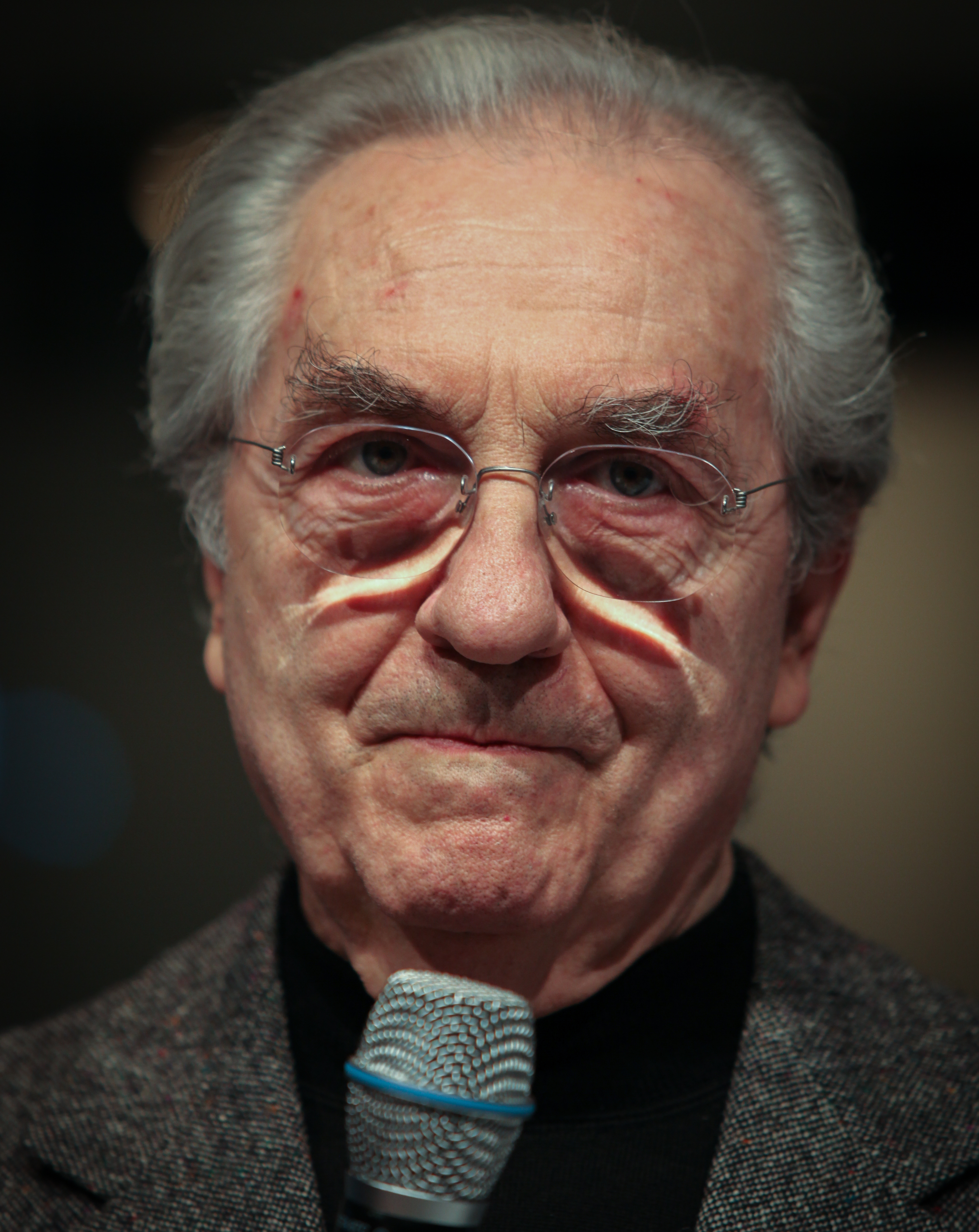
Gualtiero Marchesi (1930–2017)

- Marchesi, Luigi (1754–1829), italienischer Opernsänger (Sopran) und Kastrat
- Marchesi, Marcello (1912–1978), italienischer Drehbuchautor und Filmregisseur
- Marchesi, Mathilde (1821–1913), deutsche Opernsängerin (Mezzosopran) und Musikpädagogin
- Marchesi, Panfilo di, Goldschmied im Rom des 16. Jhs
- Marchesi, Piero (* 1981), schweizerischer Politiker
- Marchesi, Pompeo (1789–1858), italienischer Bildhauer
- Marchesi, Rino (* 1937), italienischer Fußballspieler und -trainer
- Marchesín, Agustín (* 1988), argentinischer Fußballtorhüter
- Marchesini, Nella (1901–1953), italienische Malerin und Illustratorin
- Marchessault, Jonathan (* 1990), kanadischer Eishockeyspieler
- Marchesseault, Damien (1818–1868), US-amerikanischer Politiker
- Marchessou, Romain (* 1985), monegassischer Gewichtheber
- Marchet, Arthur (1892–1980), österreichischer Petrologe und Hochschullehrer
- Marchet, Florent (* 1975), französischer Singer-Songwriter, Komponist und Schriftsteller
- Marchet, Gustav (1846–1916), österreichischer Politiker und Rechtsgelehrter
- Marchetta, Giusi (* 1982), italienische Schriftstellerin
- Marchetti Fedalto, Pedro Antônio (* 1926), brasilianischer Geistlicher, römisch-katholischer Alterzbischof von Curitiba
- Marchetti Selvaggiani, Francesco (1871–1951), italienischer Geistlicher, Kurienkardinal der römisch-katholischen Kirche
- Marchetti Zioni, Vicente Ângelo José (1911–2007), brasilianischer Geistlicher, römisch-katholischer Erzbischof von Botucatu
- Marchetti, Alessandro (1930–2024), italienischer Regisseur, Schauspieler und Schauspieldozent, Spezialist vor allem für Commedia dell’arte
- Marchetti, Andrew Anthony (1901–1970), US-amerikanischer Gynäkologe
- Marchetti, Cesare (1927–2023), italienischer Physiker und Systemanalyst
- Marchetti, Cristina (* 1955), italienisch-amerikanische Physikerin
- Marchetti, Domenico de (1626–1688), italienischer Anatom
- Marchetti, Federico (* 1983), italienischer Fußballspieler
- Marchetti, Fermo Dante (1876–1940), italienischer Komponist
- Marchetti, Filippo (1831–1902), italienischer Komponist
- Marchetti, Gianpietro (* 1948), italienischer Fußballspieler
- Marchetti, Gino (1927–2019), US-amerikanischer American-Football-Spieler
- Marchetti, Giorgia (* 1995), italienische Tennisspielerin
- Marchetti, Giovanni (1753–1829), italienischer Geistlicher, Theologe, Kirchenhistoriker und Kurienbischof
- Marchetti, Giovanni Battista (1686–1758), italienischer Architekt
- Marchetti, Michele (* 1994), italienischer Eishockeyspieler
- Marchetti, Nico (* 1990), österreichischer Politiker (ÖVP)Nico Marchetti (* 1990)

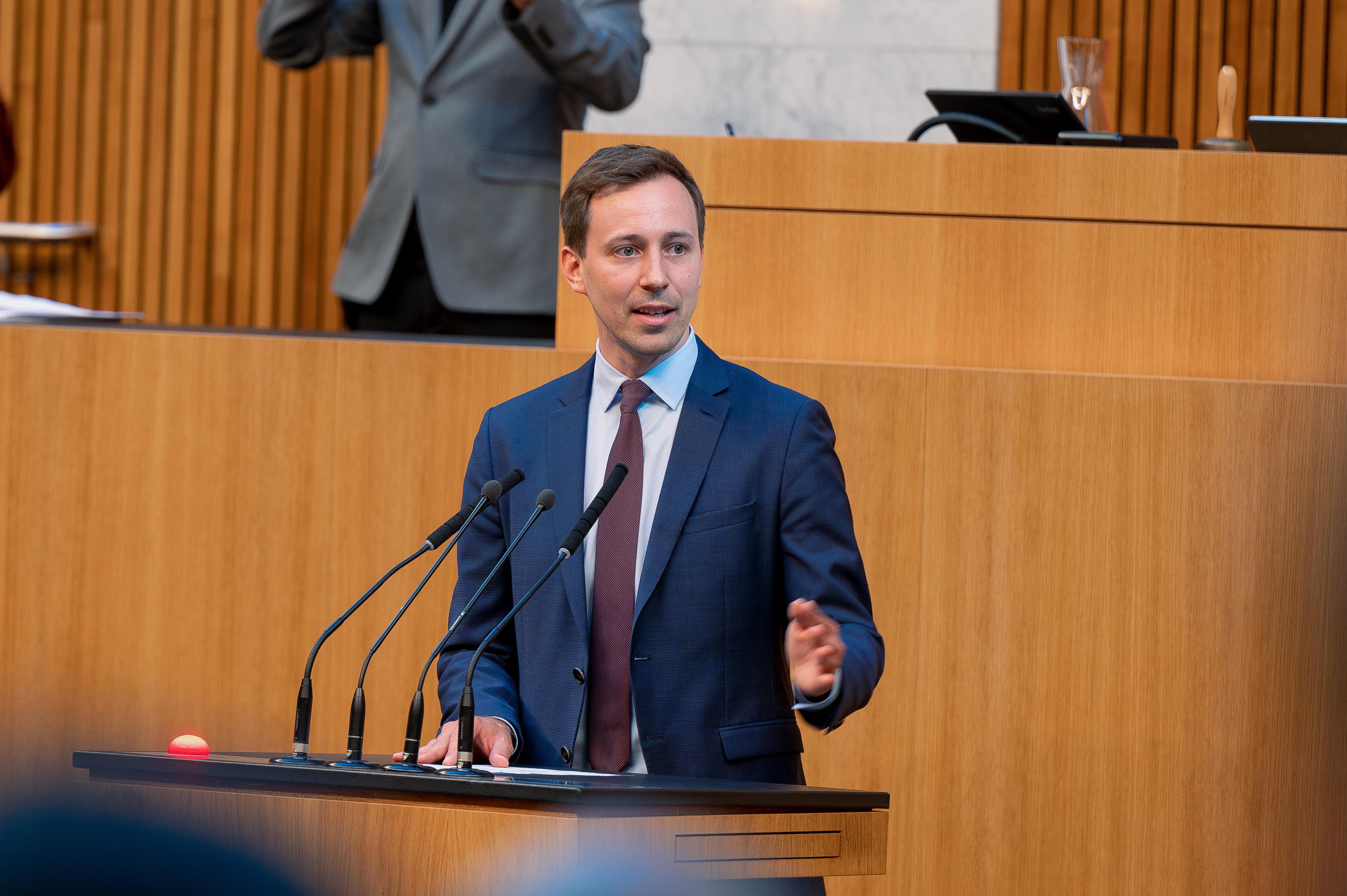
Nico Marchetti (* 1990)

- Marchetti, Nino (1905–1983), italienischer Schauspieler und Synchronsprecher
- Marchetti, Prospero (1822–1884), österreichischer Politiker
- Marchetti, Stefano (* 1986), italienischer Eishockeyspieler
- Marchetti, Tiba (* 1967), österreichische Fernsehmoderatorin
- Marchetti, Vincent (* 1997), französischer Fußballspieler
- Marchetto, Agostino (* 1940), italienischer Geistlicher, Kurienerzbischof der römisch-katholischen Kirche
- Marchetto, Ennio (* 1960), italienischer Comedian und Verwandlungskünstler
- Marchetto, Maurizio (* 1956), italienischer Eisschnellläufer
- Marchetto, Stefania (* 1987), italienische Malerin sowie Graffiti- und Streetart-Künstlerin
- Marchetus de Padua, italienischer Musiktheoretiker
- Marchewczyk, Czesław (1912–2003), polnischer Eishockey- und Handballspieler

#### Marchg
- Marchgraber, Katharina (* 1981), österreichische Kunsthistorikerin und -händlerin

#### Marchi
- Marchi, Amedeo (1889–1968), italienischer Turner
- Marchi, Antonio, italienischer Librettist
- Marchi, Antonio (1923–2003), italienischer Kurzfilmregisseur
- Marchi, Giuseppe (1795–1860), italienischer Christlicher Archäologe und Jesuit
- Marchi, Otto (1942–2004), Schweizer Schriftsteller und Journalist
- Marchi, Tony (1933–2022), englischer Fußballspieler und -trainer
- Marchi, Virgilio (1895–1960), italienischer Filmarchitekt, Architekt und Kostümbildner
- Marchiafava, Ettore (1847–1935), italienischer Mediziner, Pathologe und Neurologe
- Marchiandi, Carlo, italienischer Turner
- Marchiando, Eleonora (* 1997), italienische Leichtathletin
- Marchini, Giannina (1906–1976), italienische Sprinterin und Mittelstreckenläuferin
- Marchini, Giovanni Francesco († 1745), italienischer Maler des Barock
- Marchinville, Gaspard (1815–1877), Schweizer Unternehmer und Politiker
- Marchió, Bernardino (* 1945), italienischer Geistlicher und römisch-katholischer Bischof von Caruaru
- Marchiò, Riccardo (* 1955), italienischer General, Befehlshaber JFC Brunssum
- Marchionda, James (* 1958), US-amerikanischer Dominikanerpriester, Prediger, Komponist und Musiker
- Marchione, Vito (* 1971), luxemburgischer Fußballspieler
- Marchioni, Ambrogio (1911–1989), italienischer Geistlicher, römisch-katholischer Erzbischof und vatikanischer Diplomat
- Marchioni, Paul (* 1955), französischer Fußballspieler
- Marchionini, Alfred (1899–1965), deutscher Dermatologe
- Marchionne, Sergio (1952–2018), italienisch-kanadischer ManagerSergio Marchionne (1952–2018)

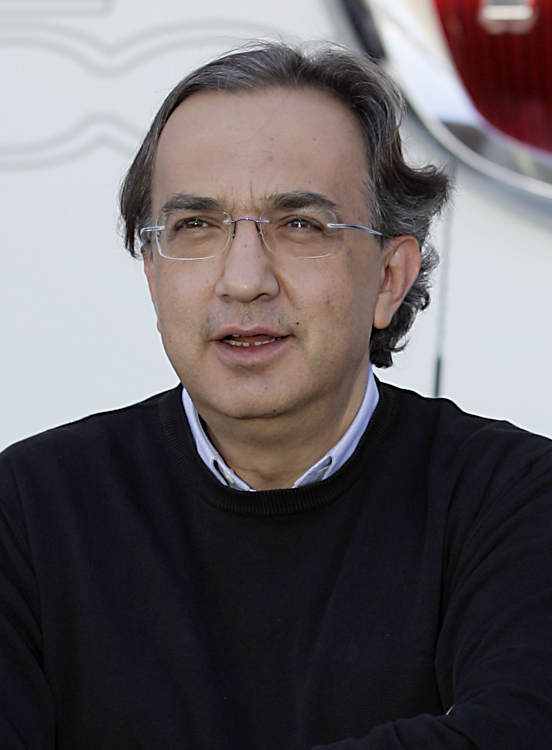
Sergio Marchionne (1952–2018)

- Marchionni, Bartolomeo, florentinischer Kaufmann
- Marchionni, Marco (* 1980), italienischer Fußballspieler
- Marchiori, Celso Antônio (* 1958), brasilianischer Geistlicher, römisch-katholischer Bischof von São José dos Pinhais
- Marchiori, Giovanni (1696–1778), italienischer Bildhauer
- Marchiori, João Oneres (1933–2017), brasilianischer Geistlicher, römisch-katholischer Bischof von Lages
- Marchisano, Francesco (1929–2014), italienischer Geistlicher und Bibelwissenschaftler, Kurienkardinal der römisch-katholischen Kirche
- Marchisio, Claudio (* 1986), italienischer Fußballspieler
- Marchisio, Luigi (1909–1992), italienischer Radrennfahrer
- Marchisio, Rita (* 1950), italienische Langstreckenläuferin
- Marchitelli, Chiara (* 1985), italienische Fußballspielerin
- Marchitelli, Pietro (1643–1729), italienischer Violinist und Komponist des neapolitanischen Barock

#### Marchl
- Marchl, Anton (* 1965), österreichischer Ringer
- Marchl, Georg (* 1964), österreichischer Ringer
- Marchl, Hermann (1942–2024), deutscher Fußballspieler
- Marchlewska, Zofia (1898–1983), polnische Schriftstellerin; Journalistin; Übersetzerin; Aktivistin der Arbeiterbewegung; Kommunistin, Memoiristin
- Marchlewski, Julian Balthasar (1866–1925), polnischer Politiker und Mitgründer des SpartakusbundesJulian Balthasar Marchlewski (1866–1925)

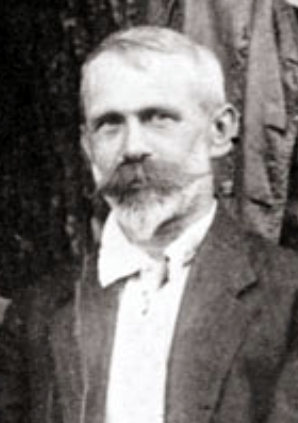
Julian Balthasar Marchlewski (1866–1925)

- Marchlewski, Leon Paweł (1869–1946), polnischer Chemiker (Biochemie, Medizinische Chemie)
- Marchlo, Kasamiro Kashri (* 1948), sudanesischer Boxer

#### Marchm
- Marchment, Bryan (1969–2022), kanadischer Eishockeyspieler und -scout
- Marchment, Mason (* 1995), kanadischer Eishockeyspieler

#### Marchn
- Marchner, Michi (* 1966), deutscher Musik-Kabarettist, Liedermacher, Comedian und Entertainer
- Marchner, Rudolf (1893–1980), österreichischer Beamter und Politiker (SPÖ), Abgeordneter zum Nationalrat

#### Marcho
- Marchot, Alfred (1861–1939), belgischer Violinist, Pianist, Komponist und Musikpädagoge
- Marchoux, Émile (1862–1943), französischer Tropenmediziner

#### Marchs
- Marchstaller, Hieronymus (1576–1638), Abt des Stifts St. Paul im Lavanttal (1616–1638)
- Marchsteiner, Josef (1909–1968), österreichischer Politiker (ÖVP), Landtagsabgeordneter
- Marchsteiner, Uli (* 1961), österreichischer Designer und Kurator

#### Marcht
- Marchtaler, Anton von (1821–1903), württembergischer Generalleutnant und Kommandeur der 13. Feldartillerie-Brigade
- Marchtaler, Conrad, Ulmer Rechenmeister
- Marchtaler, Hans Ulrich von (1906–1977), deutscher Diplomat
- Marchtaler, Hildegard von (1897–1995), deutsche Privatlehrerin und Genealogin
- Marchtaler, Otto von (1854–1920), württembergischer Generaloberst und Kriegsminister (1906–1918)

#### Marchw
- Marchwicki, Zdzisław (1927–1977), polnischer Serienmörder
- Marchwiński, Filip (* 2002), polnischer Fußballspieler
- Marchwiński, Jerzy (1935–2023), polnischer Pianist und Musikpädagoge
- Marchwitza, Hans (1890–1965), deutscher Arbeiterdichter, Schriftsteller und Kommunist
- Marchwitza, Hilde (1900–1961), deutsche Übersetzerin und Widerstandskämpferin gegen den Nationalsozialismus

#### Marchy
- Märchy, Eugen (1876–1944), Schweizer Zeichenlehrer und Maler

### Marci
- Marci, Johann Christoph (1614–1672), deutscher Jurist und sächsischer Politiker
- Marci, Johannes Marcus (1595–1667), Mediziner und Naturwissenschaftler
- Marci, Polycarp († 1724), deutscher Jurist, Posthalter und Verfasser von Opernlibretti
- Marci-Boehncke, Gudrun (* 1963), deutsche Literaturwissenschaftlerin und Medienforscherin
- Marcia, Gattin des Marcus Atilius Regulus, Konsul 267 und 256 v. Chr.
- Marcia († 114 v. Chr.), Vestalin
- Marcia, Großmutter Gaius Iulius Caesars
- Marcia, Gattin des Paullus Fabius Maximus
- Marcia († 193), Geliebte des Kaisers Commodus
- Marcia, Gattin des Marcus Porcius Cato Uticensis
- Marcia Furnilla, zweite Frau des Kaisers Titus
- Marcia Mutter Trajans, möglicherweise Mutter des Trajan
- Marcia, James E. (* 1937), kanadischer Psychologe
- Marcia, Mosè (* 1943), italienischer Geistlicher, emeritierter römisch-katholischer Bischof von Nuoro
- Marciak, Anna (* 1983), deutsche Fußballspielerin
- Marcial, Eumir (* 1995), philippinischer Boxer
- Marcialis, Jean-Jean (1937–2013), französischer Fußballspieler
- Marcialis, Louis (* 1961), französischer Fußballspieler
- Marcian, Bischof von Sebaste
- Marcian von Syrakus, Bischof und Märtyrer der christlichen Kirche
- Marciandi, Silvia (* 1963), italienische Freestyle-Skisportlerin
- Marciani, Angelo (1928–2022), italienischer Wasserballspieler
- Marciano, Anthony, französischer Regisseur, Drehbuchautor und Komponist
- Marciano, David (* 1960), US-amerikanischer Schauspieler
- Marciano, Francesca (* 1955), italienische Schauspielerin, Drehbuchautorin, Autorin und Filmregisseurin
- Marciano, Girolamo (1571–1628), italienischer Arzt und Literat
- Marciano, Ofir (* 1989), israelischer Fußballtorhüter
- Marciano, Paul, US-amerikanischer Unternehmer, marokkanisch-jüdischer Abstammung
- Marciano, Rocky (1923–1969), amerikanischer BoxerRocky Marciano (1923–1969)

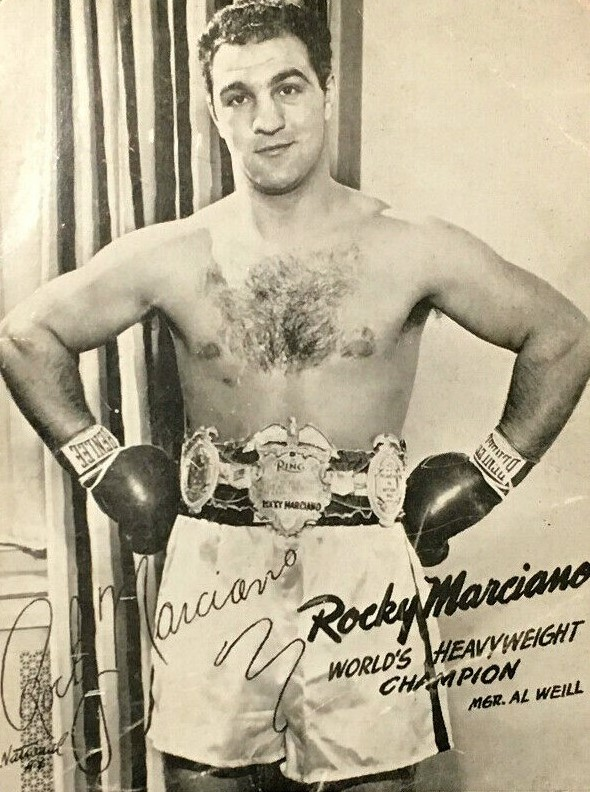
Rocky Marciano (1923–1969)

- Marcianò, Santo (* 1960), italienischer römisch-katholischer Geistlicher, emeritierter Militärerzbischof, Bischof von Frosinone-Veroli-Ferentino und Anagni-Alatri
- Marciano, William, US-amerikanischer theoretischer Elementarteilchenphysiker
- Marciante, Giuseppe (* 1951), italienischer Geistlicher, römisch-katholischer Bischof von Cefalù
- Marcianus, Aelius, römischer Jurist
- Marcic, René (1919–1971), österreichischer Journalist und Rechtsphilosoph
- Marciello, Raffaele (* 1994), italienischer Automobilrennfahrer
- Marcijonas, Antanas (* 1938), litauischer Umweltrechtler und Professor
- Marcil, Vanessa (* 1968), US-amerikanische Schauspielerin
- Marcillac, Gabriel (1904–1984), französischer Radrennfahrer
- Marcillat, Guglielmo de († 1529), italienischer Glasmaler
- Marcina, Alen (* 1979), kanadischer Fußballspieler
- Marcinek, Joachim (1931–2019), deutscher Geograph
- Marciniak, Bronisław (* 1950), polnischer Chemiker, Rektor der Adam-Mickiewicz-Universität Posen
- Marciniak, Ewelina (* 1984), polnische Theaterregisseurin
- Marciniak, Florian (1915–1944), polnischer Widerstandskämpfer
- Marciniak, Heinz (1934–2021), deutscher Fußballspieler und Sportfunktionär
- Marciniak, Karolina (* 1988), polnische Beachvolleyballspielerin
- Marciniak, Robert (* 1960), deutscher Filmproduzent
- Marciniak, Steffen, deutscher Schriftsteller und Lektor
- Marciniak, Szymon (* 1981), polnischer FußballschiedsrichterSzymon Marciniak (* 1981)

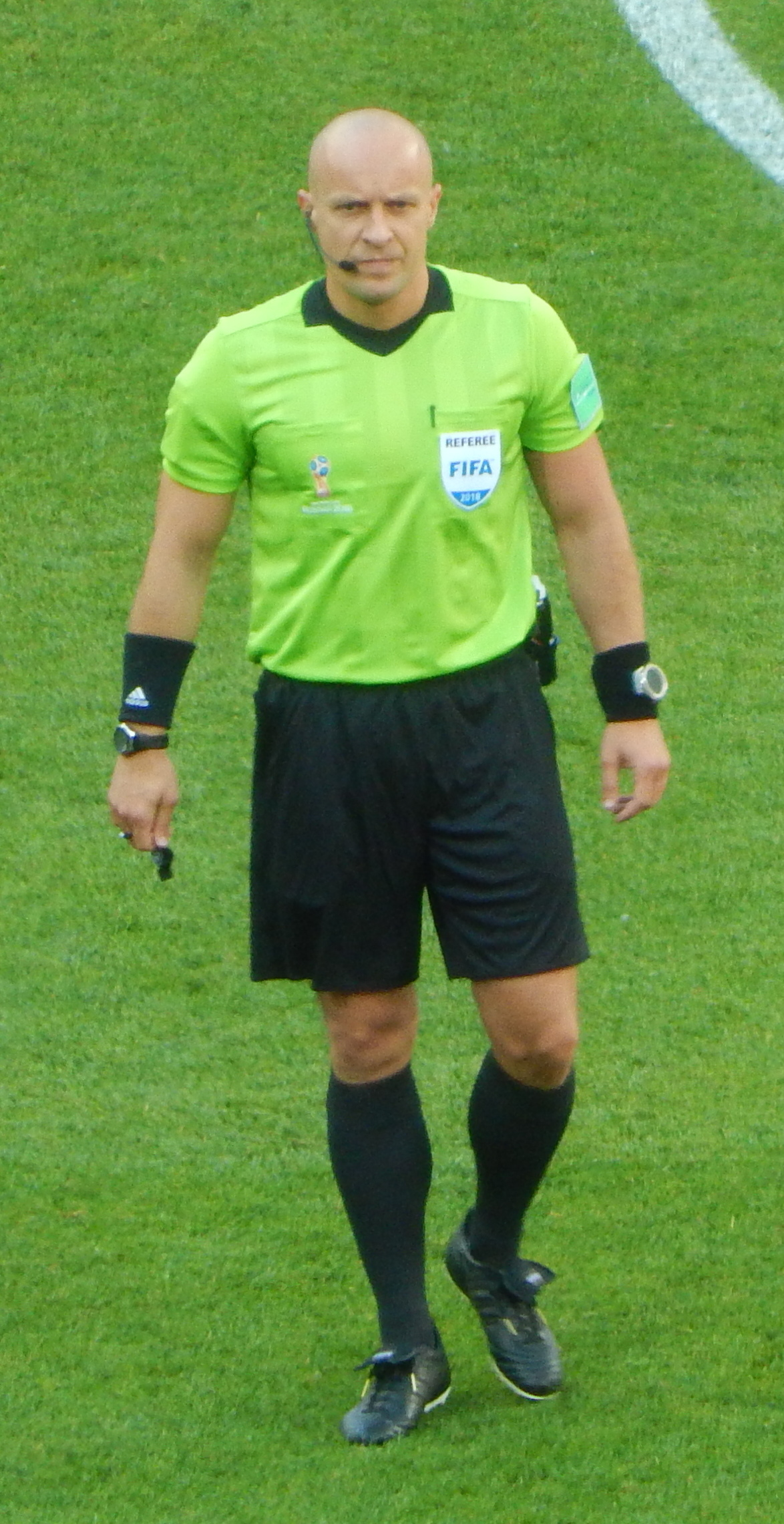
Szymon Marciniak (* 1981)

- Marciniak, Szymon (* 1983), polnischer Kontrabassspieler
- Marciniec, Marcin († 1518), Goldschmied in Krakau
- Marciniszyn, Marcin (* 1982), polnischer Leichtathlet
- Marcinkēviča, Diāna (* 1992), lettische Tennisspielerin
- Marcinkevičius, Gintaras (* 1969), litauischer Unternehmer
- Marcinkevičius, Justinas (1930–2011), litauischer Schriftsteller
- Marcinkevičius, Mindaugas (* 1971), litauischer Unternehmer, Aktionär des Konzerns "Vilniaus prekyba"
- Marcinkevičius, Žilvinas (* 1967), litauischer Unternehmer
- Marcinkiewicz, Bogdan (* 1966), polnischer Politiker, MdEP
- Marcinkiewicz, Józef (1910–1940), polnischer Mathematiker
- Marcinkiewicz, Kazimierz (* 1959), polnischer Politiker
- Marcinkiewicz, Maciej (* 1978), polnischer Automobilrennfahrer
- Marcinkiewicz, Małgorzata (* 1962), polnische Politikerin (Ruch Palikota), Mitglied des Sejm
- Marcinkiewicz, Michał (* 1984), polnischer Politiker (Platforma Obywatelska), Mitglied des Sejm
- Marčinko, Petra (* 2005), kroatische TennisspielerinPetra Marčinko (* 2005)

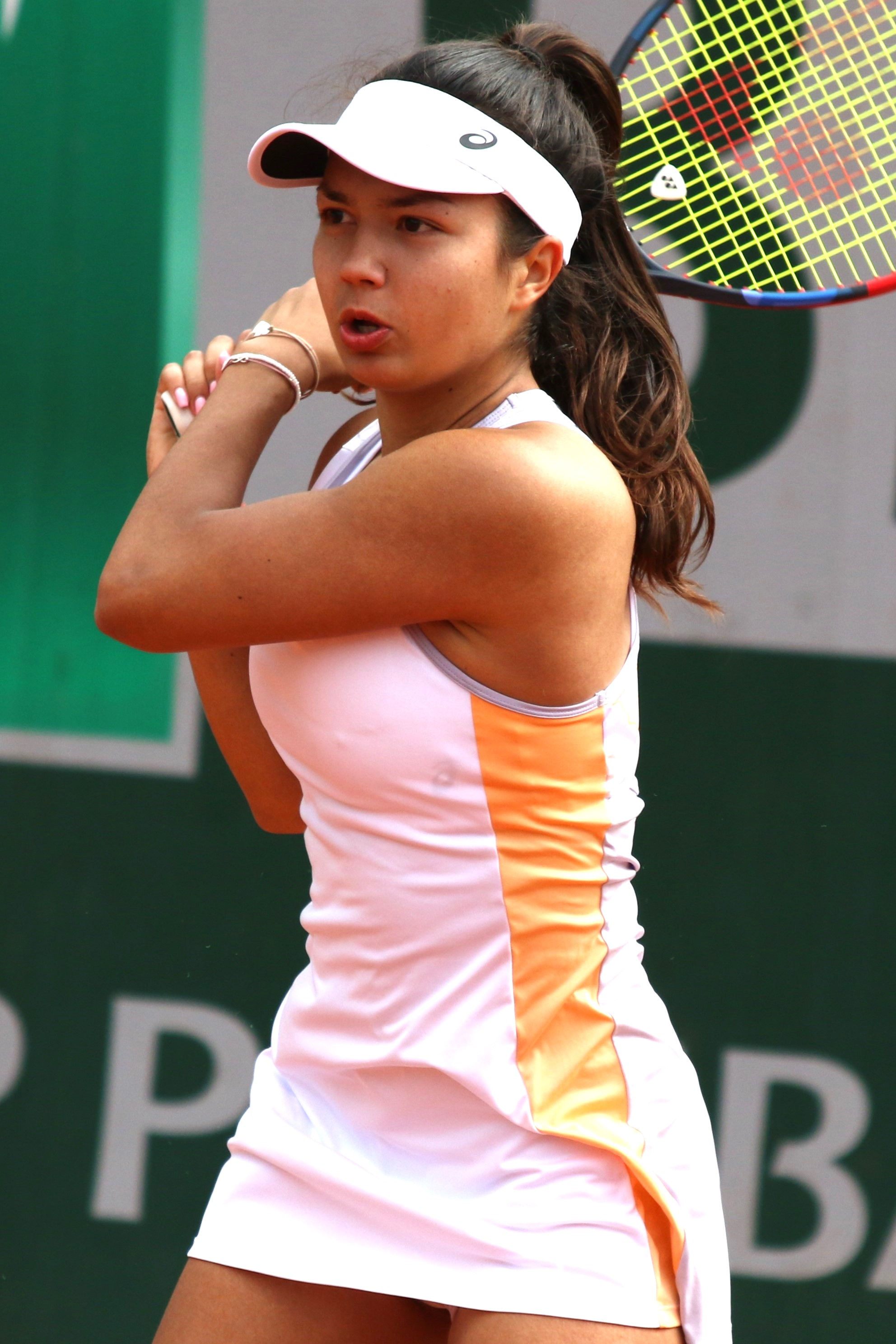
Petra Marčinko (* 2005)

- Marcinko, Richard (1940–2021), US-amerikanischer Offizier, Navy SEAL und Autor
- Marcinko, Tomáš (* 1988), slowakischer Eishockeyspieler
- Marcinková, Gabriela (* 1988), slowakische Schauspielerin
- Marcinkovic, Stefan (* 2000), österreichischer Fußballspieler
- Marcinkowski, Christoph (* 1964), deutscher Islamwissenschaftler und Historiker
- Marcinkowski, Frank (* 1960), deutscher Hochschullehrer, Professor für Kommunikationswissenschaften
- Marcinkowski, Józef (1905–1993), polnischer Lehrer, Aktivist und Politiker
- Marcinkowski, Karol (1800–1846), polnischer Arzt und Reformer
- Marcinkowski, Roman (* 1942), polnischer römisch-katholischer Geistlicher, emeritierter Weihbischof in Płock
- Marcinkowski, Tadeusz (1917–2011), polnischer Mediziner
- Marcinkowski, Władysław (1858–1947), polnischer Bildhauer
- Marcinkus, Paul Casimir (1922–2006), US-amerikanischer Erzbischof und Präsident der Vatikanbank
- Marcinkus, Romualdas (1907–1944), litauischer Jagdflieger, Fußballspieler und -trainer
- Marcinowski, Friedrich (1834–1899), deutscher Jurist in der Finanzverwaltung des Königreichs Preußen
- Marcinowski, Jaroslaw (1868–1935), deutscher Psychoanalytiker
- Marcinowski, Kurt (1882–1945), deutscher Politiker (DNVP), MdR
- Marcinowski, Stefan (* 1953), deutscher Chemiker und Manager
- Márcio Mossoró (* 1983), brasilianischer Fußballspieler
- Marcion, christlicher Theologe, Häretiker aus Sicht der Alten Kirche
- Marcionetti, Isidoro (1916–1999), Schweizer Kunsthistoriker
- Marcisz, Ewelina (* 1991), polnische Skilangläuferin
- Marcisz, Heinz († 1977), deutsches RAF-Opfer
- Marcisz, Izabela (* 2000), polnische Skilangläuferin
- Marčiulionis, Šarūnas (* 1964), litauischer BasketballspielerŠarūnas Marčiulionis (* 1964)

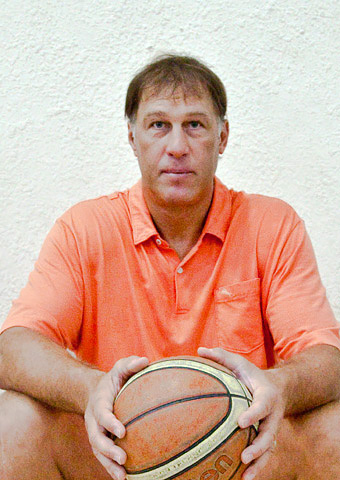
Šarūnas Marčiulionis (* 1964)

- Marčiulionytė, Ina (* 1963), litauische Diplomatin und Politikerin
- Marcius Barea Soranus, Quintus, römischer Senator und Suffektkonsul 34
- Marcius Barea Soranus, Quintus, römischer Suffektkonsul 52
- Marcius Celer Marcus Calpurnius Longus, Lucius, Suffektkonsul 144
- Marcius Censorinus, Gaius († 82 v. Chr.), römischer Politiker und Senator
- Marcius Censorinus, Gaius, römischer Politiker, Konsul 8 v. Chr.
- Marcius Censorinus, Lucius (Konsul 149 v. Chr.), römischer Politiker und Senator
- Marcius Censorinus, Lucius (Konsul 39 v. Chr.), römischer Politiker und Senator
- Marcius Crispus, Quintus, römischer Feldherr
- Marcius Figulus, Gaius, römischer Konsul 64 v. Chr.
- Marcius Figulus, Gaius, römischer Konsul (162 und 156 v. Chr.)
- Marcius Figulus, Lucius, römischer Flottenkommandant
- Marcius Gallicus, römischer Offizier (Kaiserzeit)
- Marcius Macedo, Gaius, römischer Offizier (Kaiserzeit)
- Marcius Macer, Marcus, Konsul 100
- Marcius Philippus, Lucius, römischer Politiker, Konsul 91 v. Chr.
- Marcius Philippus, Lucius (Konsul 56 v. Chr.), römischer Politiker der späten Republik
- Marcius Philippus, Lucius (Suffektkonsul 38 v. Chr.), römischer Politiker der späten Republik
- Marcius Philippus, Quintus, römischer Konsul 281 v. Chr.
- Marcius Philippus, Quintus, römischer Konsul (186 und 169 v. Chr.) und Feldherr
- Marcius Plaetorius Celer, Numerius, römischer Centurio
- Marcius Priscus, Sextus, römischer Suffektkonsul
- Marcius Rex, Quintus, römischer Konsul 118 v. Chr.
- Marcius Rex, Quintus, römischer Politiker und Militär
- Marcius Rutilus Censorinus, Gaius, römischer Politiker und Konsul 310 v. Chr.
- Marcius Rutilus, Gaius, römischer Konsul 357 v. Chr.
- Marcius Sabula, Lucius, römischer Offizier (Kaiserzeit)
- Marcius Tremulus, Quintus, römischer Konsul 306 v. Chr. und 288 v. Chr.
- Marcius Turbo, Quintus, römischer Militär und Prätorianerpräfekt
- Marciuš, Karlo (* 1999), kroatischer Sprinter
- Marcius, Lucius, antiker römischer Toreut

### Marck
- Marck, Friedrich Adolf van der (1719–1800), deutscher Juraprofessor
- Marck, Hugo von (1851–1924), deutscher Jurist und Versicherungsfachmann
- Marck, Johannes a (1656–1731), niederländischer reformierter Theologe und Kirchenhistoriker
- Marck, Julius August von der (1680–1753), Gouverneur von Jülich, kaiserlicher Generalfeldzeugmeister
- Marck, Ludwig Peter von der (1674–1750), französischer Generalleutnant, Diplomat und Gouverneur von Cambray
- Marck, Siegfried (1889–1957), deutsch-jüdischer Philosoph
- Marck, Wilhelm von der (1815–1900), deutscher Apotheker, Botaniker und Geologe
- Marckart, Johann Wilhelm (1699–1757), deutscher Rechtswissenschaftler und Hochschullehrer
- Marcke, Émile Van (1827–1890), französischer Porzellanmaler sowie Tier- und Landschaftsmaler
- Märcker, Theodor (1796–1876), Bürgermeister von Essen
- Märcker, Traugott (1811–1874), deutscher Historiker und Archivar
- Marckert, Ludwig (1850–1904), deutscher Architekt
- Marckhgott, Eberhard (1912–1999), österreichischer römisch-katholischer Priester
- Marckhgott, Gerhart (* 1953), österreichischer Archivar und Historiker
- Marckhl, Erich (1902–1980), österreichischer Musikwissenschaftler und Komponist
- Marckhl, Richard (1861–1945), österreichischer Politiker (DnP), Abgeordneter zum Nationalrat
- Marckmann, Georg (* 1966), deutscher Mediziner und Philosoph
- Marcks von Würtemberg, Gotthard Wilhelm (1688–1778), schwedischer Feldmarschall
- Marcks, Adolf (1838–1904), deutscher Buchhändler und Verleger in St. Petersburg
- Marcks, Eduard (1806–1869), deutscher Richter und Politiker
- Marcks, Erich (1861–1938), deutscher Historiker
- Marcks, Erich (1891–1944), deutscher General der Artillerie im Zweiten WeltkriegErich Marcks (1891–1944)

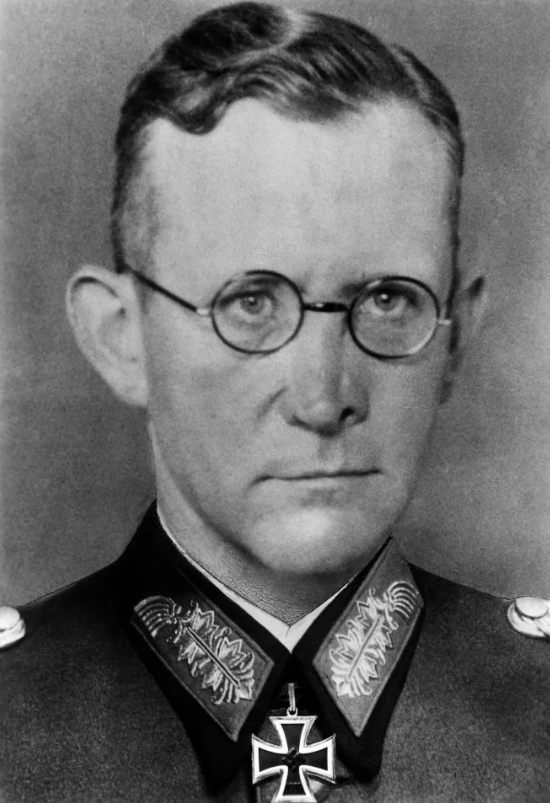
Erich Marcks (1891–1944)

- Marcks, Gerhard (1889–1981), deutscher Bildhauer und Graphiker
- Marcks, Greg (* 1976), US-amerikanischer Regisseur und Drehbuchautor
- Marcks, Holger (* 1981), deutscher Sozialwissenschaftler und Publizist
- Marcks, Marie (1922–2014), deutsche Karikaturistin
- Marcks, Werner (1896–1967), deutscher Offizier, zuletzt Generalleutnant im Zweiten Weltkrieg
- Marcks-Penzig, Else (1887–1950), deutsche Gebrauchsgrafikerin, Schriftgestalterin und Lehrerin
- Marckwald, Ernst (1859–1926), deutscher Bibliothekar
- Marckwald, Hans (1874–1933), deutscher sozialistischer Politiker und Journalist
- Marckwald, Hans Gerald (1878–1965), deutscher Diplomat
- Marckwald, Willy (1864–1942), deutscher Chemiker

### Marcl
- Marclay, Christian (* 1955), schweizerisch-amerikanischer Künstler und KomponistChristian Marclay (* 1955)

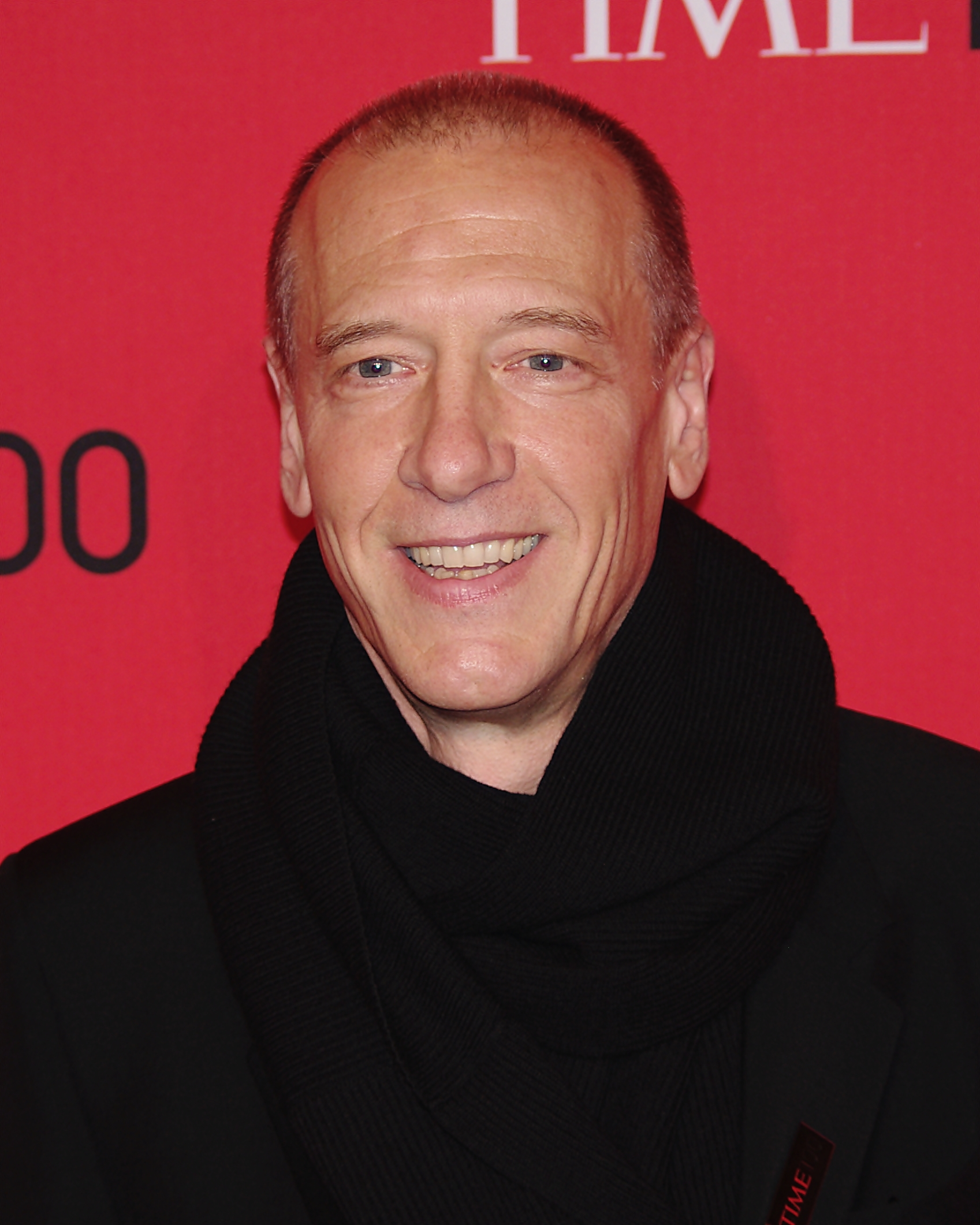
Christian Marclay (* 1955)

### Marco
- Marco, Bischof des dänischen Bistums Schleswig
- Marco Antônio (* 1951), brasilianischer Fußballspieler
- Marcó del Pont, Mercedes (* 1957), argentinische Wirtschaftswissenschaftlerin, Politikerin, Bankmanagerin und Finanzbeamtin
- Marco d’Oggiono, italienischer Maler
- Marco V, niederländischer DJ und Musikproduzent
- Marco, Carmen (* 1999), spanische Sprinterin
- Marco, Dolores (* 1973), spanische Badmintonspielerin
- Marco, Enric (1921–2022), spanischer Autor, der sich fälschlich als NS-Opfer darstellte
- Marco, Francisco Alfredo (* 1986), spanischer Beachvolleyballspieler
- Marco, Georg (1863–1923), österreichischer Schachspieler und -publizist
- Marco, Guido de (1931–2010), maltesischer Politiker
- Marco, Jean (1923–1953), französischer Crooner, Bigband-Sänger und Chanson-Sänger
- Marco, Jindřich (1921–2000), tschechischer Fotograf und Numismatiker
- Marco, Luis Alberto (* 1986), spanischer Mittelstreckenläufer
- Marco, Mario de (* 1965), maltesischer Politiker, MdEP
- Marco, Nicola de (* 1990), italienischer Automobilrennfahrer
- Marco, Paul (1925–2006), US-amerikanischer Schauspieler
- Marco, Tomás (* 1942), spanischer Komponist und Kulturmanager
- Marco, Wolfram de (* 1966), deutscher Komponist
- Marco-Buhrmester, Alejandro (* 1964), deutscher Opernsänger (Bariton)
- Marcoen, Alain, belgischer Kameramann
- Marcœur, Albert (* 1947), französischer Komponist, Sänger, Multiinstrumentalist und Autor
- Marcol, Alojzy (1931–2017), polnischer Theologe
- Marcol, Chester (* 1949), polnischer American-Football-Spieler auf der Position des Kickers
- Marcoleta, Luis (* 1959), chilenischer Fußballspieler
- Marcolin, Fulvio (* 1930), italienischer Filmregisseur
- Marcolini, Camillo (1739–1814), kursächsischer PolitikerCamillo Marcolini (1739–1814)

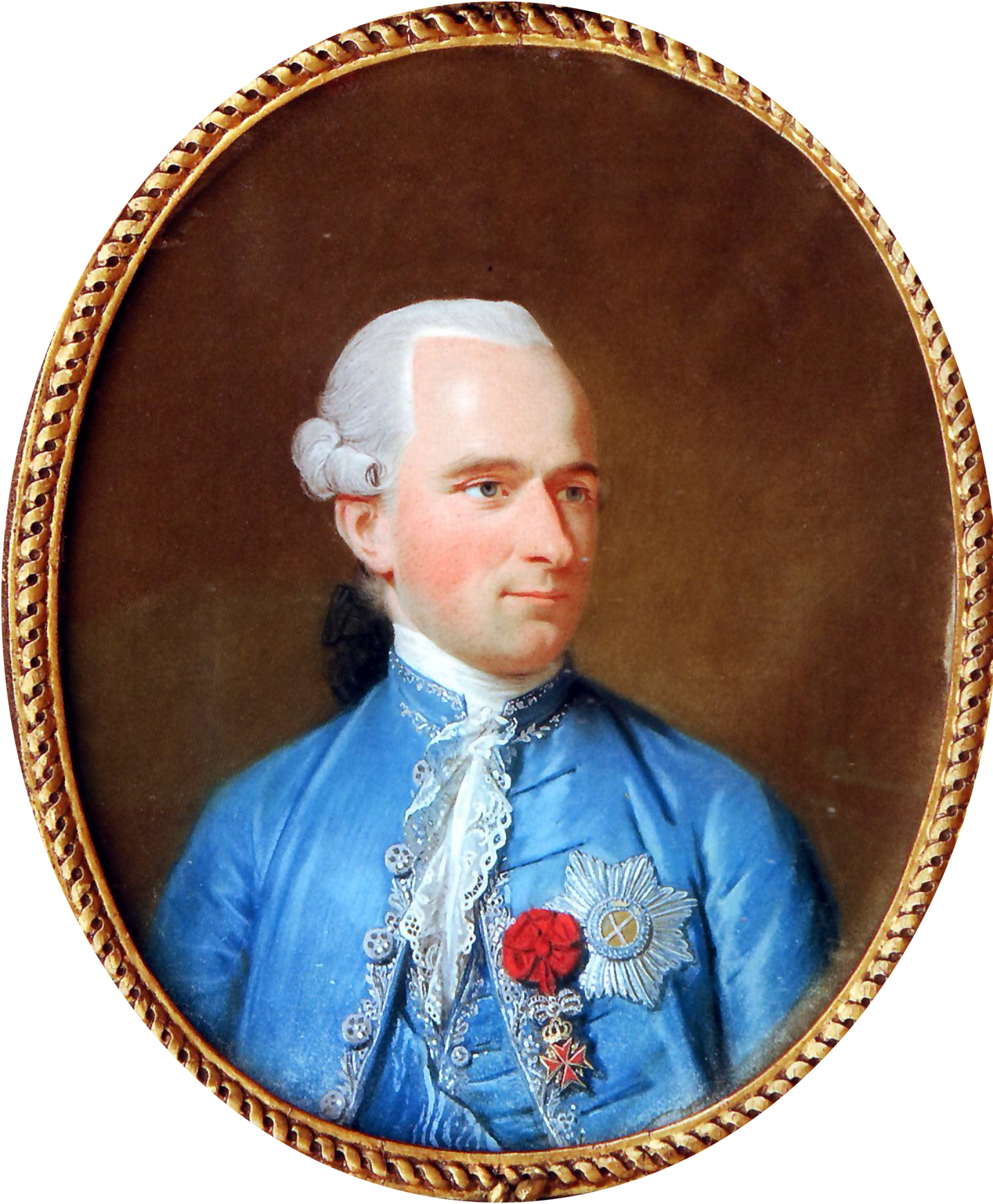
Camillo Marcolini (1739–1814)

- Marcolini, Francesco, italienischer Buchdrucker, Stempelschneider und Architekt
- Marcolini, Marcantonio (1721–1782), italienischer Geistlicher und Kardinal der Römischen Kirche
- Marcolini, Marietta († 1855), italienische Schauspielerin und Opernsängerin (Alt)
- Marcolini, Michele (* 1975), italienischer Fußballspieler
- Marcoll, Maximilian (* 1981), deutscher Komponist und Performer
- Marcolli, Matilde (* 1969), italienische Mathematikerin
- Marcolongo, Andrea (* 1987), italienische Autorin und Journalistin
- Marcolongo, Roberto (1862–1943), italienischer Mathematiker und Wissenschaftshistoriker
- Marcomer, fränkischer Heerführer
- Marcon, André (* 1948), französischer Schauspieler
- Marcon, Andrea (* 1963), italienischer Organist, Cembalist und Dirigent
- Marcon, Grace (1889–1965), englisch-britische Suffragette
- Marcon, Régis (* 1956), französischer Koch
- Marcon, Tommaso (* 1999), italienischer Motorradrennfahrer
- Marconato, Denis (* 1975), italienischer Basketballspieler
- Marconcini, Matteo (* 1989), italienischer Judoka
- Marcondes, Emiliano (* 1995), dänisch-brasilianischer Fußballspieler
- Marcondes, Igor (* 1997), brasilianischer Tennisspieler
- Marconi, Aníbal (1937–2015), argentinischer Tangosänger und -dichter
- Marconi, Bohdan (1894–1975), polnischer Maler, Konservator und Restaurator von Gemälden sowie Hochschullehrer
- Marconi, Dominic Anthony (* 1927), römisch-katholischer Geistlicher, emeritierter Weihbischof in Newark
- Marconi, Enrico (1792–1863), italienisch-polnischer Architekt
- Marconi, Gaudenzio (1841–1885), italienisch-schweizerischer Fotograf
- Marconi, Gloria (* 1968), italienische Langstreckenläuferin
- Marconi, Guglielmo (1874–1937), italienischer Radiopionier und UnternehmerGuglielmo Marconi (1874–1937)

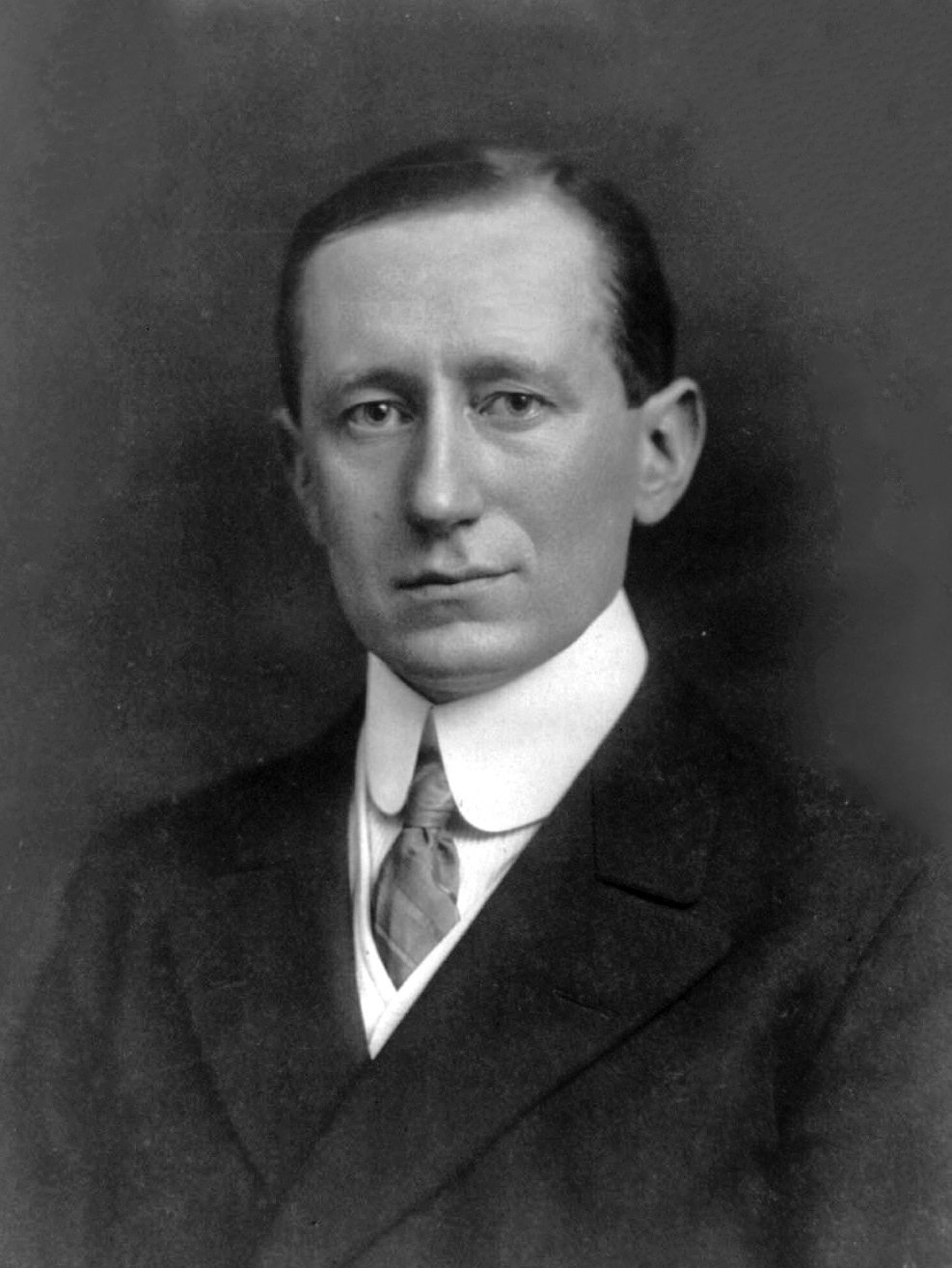
Guglielmo Marconi (1874–1937)

- Marconi, Jole Bovio (1897–1986), italienische Archäologin
- Marconi, Karol Antoni (1826–1864), polnischer Maler
- Marconi, Kris, US-amerikanischer Schauspieler und Filmeditor
- Marconi, Leandro (1763–1837), italienischer Architekt und Maler
- Marconi, Leandro (1834–1919), polnischer Architekt
- Marconi, Leonard (1835–1899), polnischer Bildhauer
- Marconi, Maria (* 1984), italienische Wasserspringerin
- Marconi, Nazzareno (* 1958), italienischer Geistlicher, Bischof von Macerata
- Marconi, Néstor (* 1942), argentinischer Bandoneonist
- Marconi, Nicola (* 1978), italienischer Wasserspringer
- Marconi, Pirro (1897–1938), italienischer Klassischer Archäologe
- Marconi, Saverio (* 1948), italienischer Schauspieler, Film- und Musicalregisseur
- Marconi, Tommaso (* 1982), italienischer Wasserspringer
- Marconi, Władysław (1848–1915), polnischer Architekt und Denkmalschützer
- Marcora, Giovanni (1922–1983), italienischer Politiker
- Marcora, Roberto (* 1989), italienischer Tennisspieler
- Marcos António (* 1983), brasilianischer Fußballspieler
- Marcos Antônio (* 1988), brasilianischer Fußballspieler
- Marcos de Niza († 1558), französischer Forscher und Entdecker
- Marcos Filho, Antônio Aparecido de (* 1966), brasilianischer römisch-katholischer Geistlicher und Weihbischof in Brasília
- Marcos Guilherme (* 1995), brasilianischer Fußballspieler
- Marcos Leonardo (* 2003), brasilianischer Fußballspieler
- Marcos Marín, Francisco A. (* 1946), spanischer Linguist, Hochschullehrer
- Marcos Paulo (* 2001), brasilianisch-portugiesischer Fußballspieler
- Marcos Rey, Alberto (* 1974), spanischer Fußballspieler
- Marcos Vinícius (* 1994), brasilianischer Fußballspieler
- Marcos, Cristina (* 1963), spanische Schauspielerin
- Marcos, Ferdinand (1917–1989), philippinischer Staatspräsident
- Marcos, Ferdinand Jr. (* 1957), philippinischer Politiker und UnternehmerFerdinand Marcos Jr. (* 1957)

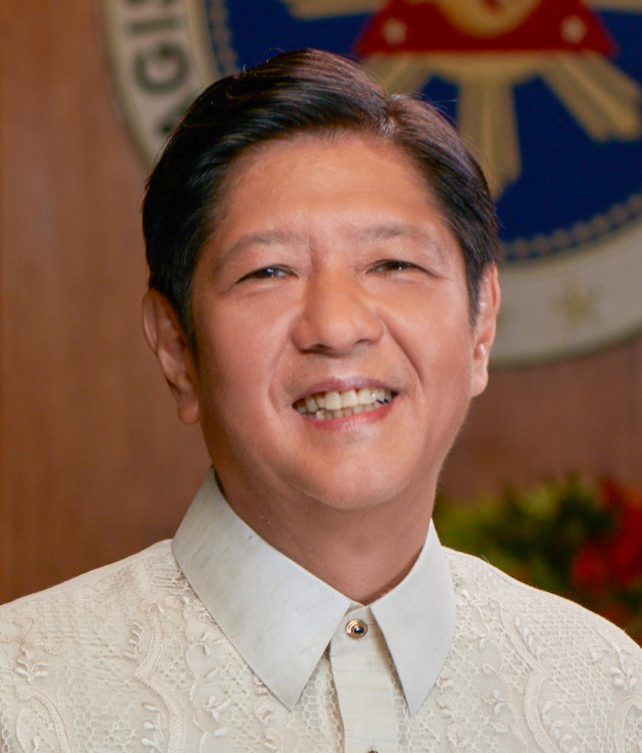
Ferdinand Marcos Jr. (* 1957)

- Marcos, Fernando (1913–2000), mexikanischer Fußballspieler und -trainer
- Marcos, Imee (* 1955), philippinische Politikerin
- Marcos, Imelda (* 1929), philippinische First LadyImelda Marcos (* 1929)

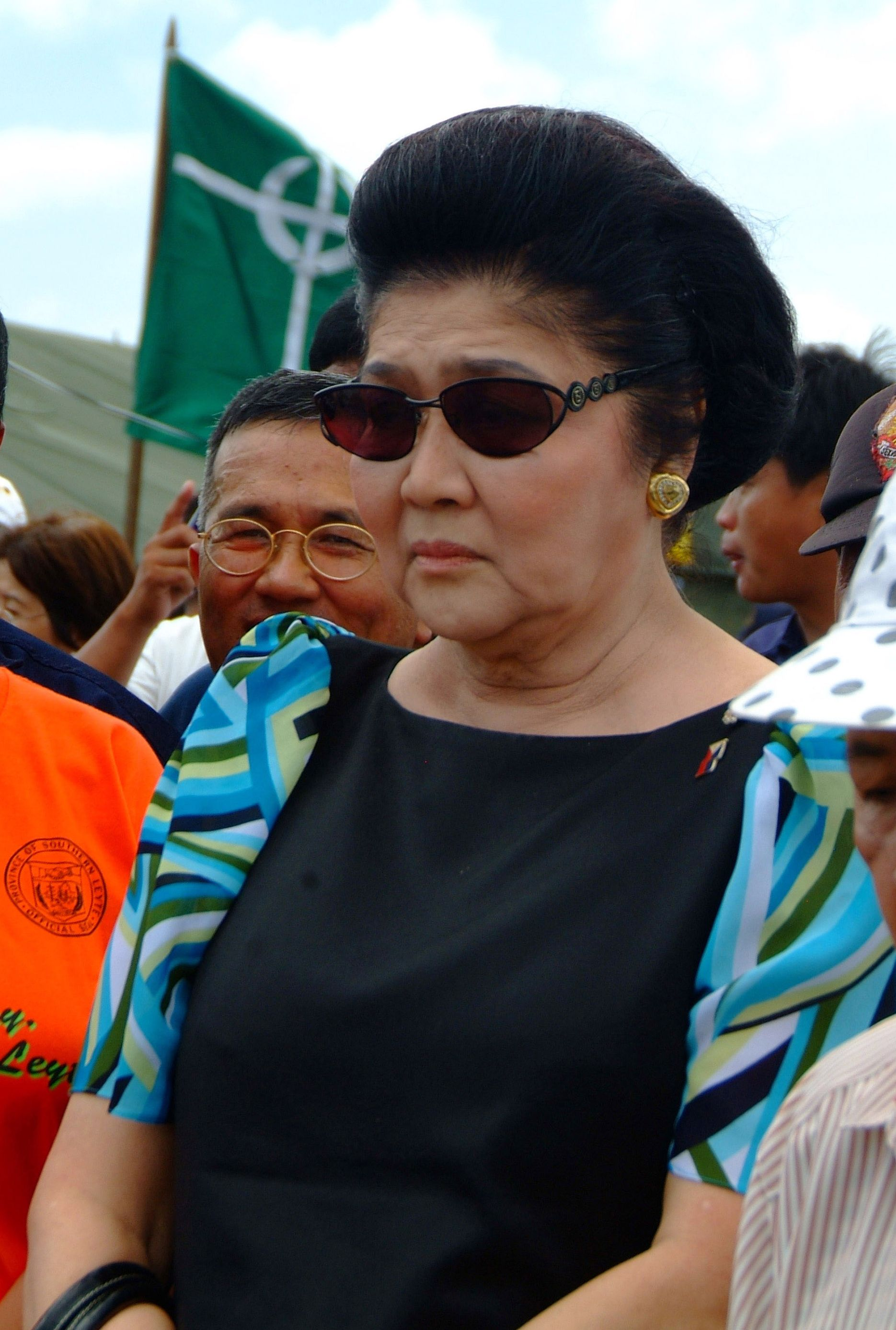
Imelda Marcos (* 1929)

- Marcos, Lisa (* 1982), kanadische Schauspielerin
- Marcos, Nélson (* 1983), portugiesischer Fußballspieler
- Marcos, Óscar de (* 1989), spanischer Fußballspieler
- Marcos, Ronny (* 1993), mosambikanischer Fußballspieler
- Marcos, Rubén (1942–2006), chilenischer Fußballspieler
- Marcossey, Guillaume de († 1377), Bischof von Gap und Genf
- Marcotte, Bruno (* 1974), kanadischer Eiskunstlauftrainer und Eiskunstläufer
- Marcotte, Don (* 1947), kanadischer Eishockeyspieler
- Marcotte, Eric (* 1980), US-amerikanischer Radrennfahrer
- Marcotte, Félix (1865–1953), französischer Segler
- Marcotte, Leon (1824–1887), Möbeldesigner und Innenausstatter
- Marcotte, Myriam (* 1992), kanadische Fußballschiedsrichterin
- Marcotto, Cesare (* 1959), italienischer Maler und Bildhauer
- Marcotulli, Carla (* 1962), italienische Sängerin
- Marcotulli, Rita (* 1959), italienische Jazzpianistin
- Marcou, Jules (1824–1898), französischer Geologe
- Marcouch, Ahmed (* 1969), niederländischer Politiker (Partij van de Arbeid)Ahmed Marcouch (* 1969)

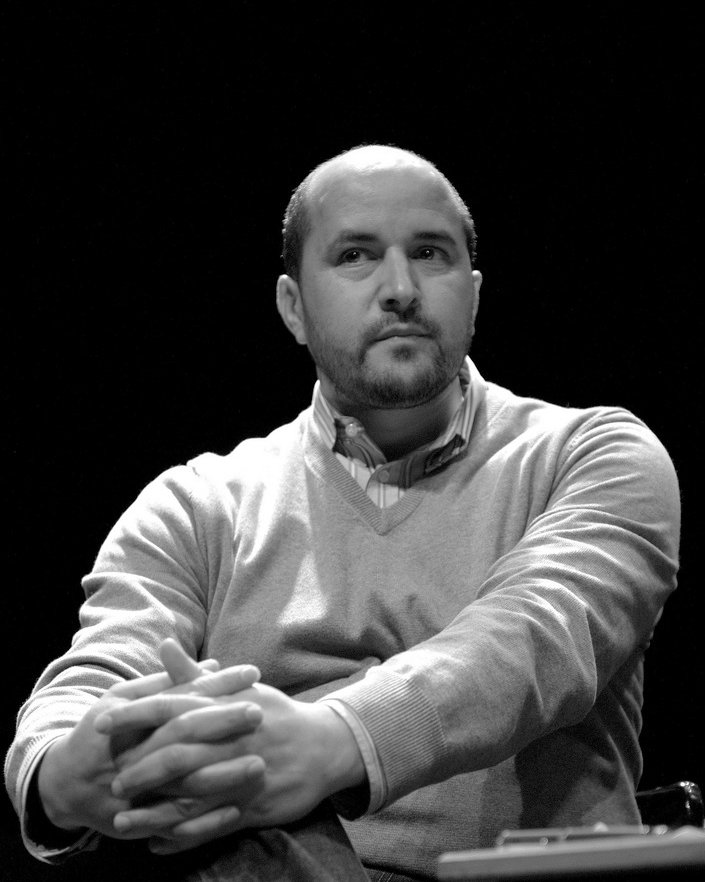
Ahmed Marcouch (* 1969)

- Marcoulli, Anna (* 1974), zyprische Juristin
- Marcour, Eduard (1848–1924), deutscher Journalist und Politiker (Zentrum), MdR
- Marcour, Michael (* 1959), deutscher Regattasegler
- Marcourt, Antoine († 1561), Theologe und Reformator der Romanischen Schweiz
- Marcourt, Jean-Claude (* 1956), belgischer Politiker (PS), MdEP
- Marcoussis, Louis (1878–1941), französischer Graphiker und Maler
- Marcoux, Henri (* 1965), kanadischer Eishockeyspieler
- Marcoux, Mac (* 1997), kanadischer Para-Ski-Sportler
- Marcoux, Vanni (1877–1962), französischer Sänger
- Marcove, Ralph (1929–2001), US-amerikanischer Orthopäde, Tumororthopäde und Hochschullehrer
- Marcovicci, Andrea (* 1948), US-amerikanische Schauspielerin und Sängerin
- Marcovich, Marina (* 1952), österreichische Neonatologin
- Marcovich, Miroslav (1919–2001), US-amerikanischer Klassischer Philologe jugoslawischer Herkunft
- Marcovici, Michael (* 1969), österreichischer Künstler und Unternehmer
- Marcowitz, Reiner (* 1960), deutscher Historiker

### Marcq
- Marcq, Damien (* 1988), französischer Fußballspieler

### Marcr
- Marcrad I., Overbode des holsteinischen Volksadels
- Marcrad II., Overbode des holsteinischen Volksadels
- Marcroft, Jenny (* 1963), neuseeländische Politikerin der Partei New Zealand First

### Marcu
- Marcu, Alexandru (1894–1955), rumänischer Romanist, Italianist, Rumänist, Komparatist und Übersetzer
- Marcu, Diana (* 1991), rumänische Tennisspielerin
- Marcu, Dumitru (* 1950), rumänischer Fußballspieler und -trainer
- Marcu, Valeriu (1899–1942), rumänischer Schriftsteller und Historiker
- Marcucci, Alfredo (1929–2010), argentinischer Bandoneonist, Dirigent und Arrangeur des Tango Argentino
- Marcucci, Bob (1930–2011), US-amerikanischer Musikproduzent und Promoter
- Marcucci, Carlos (1903–1957), argentinischer Bandoneonist, Bandleader und Tangokomponist
- Marcucci, Francesco Antonio (1717–1798), italienischer römisch-katholischer Geistlicher
- Marcucci, Gian Marco (* 1954), san-marinesischer Politiker
- Marcucci, Giovanni Vito (1927–2011), san-marinesischer Politiker
- Marcucci, Ornella, italienische Schauspielerin
- Marcum, Shaun (* 1981), US-amerikanischer Baseballspieler
- Marcus, antiker römischer Toreut
- Marcus († 336), Bischof von Rom im Jahr 336
- Marcus († 406), Gegenkaiser im Westen des römischen Reiches 406/07
- Marcus († 476), Mitkaiser des oströmischen Gegenkaisers Basiliskos
- Marcus Aurelius Iulianus († 285), Usurpator im Römischen ReichMarcus Aurelius Iulianus († 285)

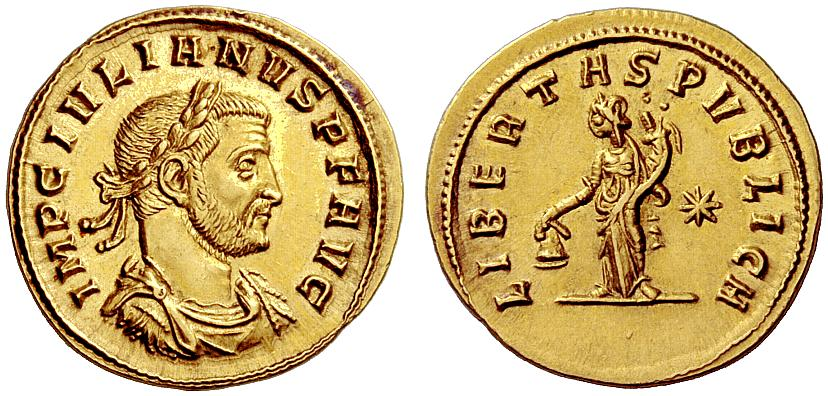
Marcus Aurelius Iulianus († 285)

- Marcus I. († 211), Bischof von Byzanz
- Marcus II., Bischof von Alexandria
- Marcus Maecius Memmius Furius Baburius Caecilianus Placidus, römischer Politiker Konsul (343)
- Marcus Pompeius Macrinus Neos Theophanes, römischer Senator und Konsul (115)
- Marcus von Apollonia, Jünger Jesu
- Marcus von Galiläa, Märtyrer, Heiliger
- Marcus von Toledo, spanischer Arzt und Übersetzer
- Marcus, Adalbert Friedrich (1753–1816), deutscher Arzt
- Marcus, Adam (* 1968), US-amerikanischer Regisseur und Drehbuchautor
- Marcus, Adam W. (* 1979), US-amerikanischer Mathematiker und Informatiker
- Marcus, Adele (1906–1995), kanadische Pianistin und Musikpädagogin
- Marcus, Alan (1951–2015), US-amerikanischer Schauspieler, Stuntman und Stunt Coordinator
- Marcus, Alexander (* 1972), deutscher Musikproduzent, Sänger, Entertainer, Filmproduzent, Drehbuchautor und SchauspielerAlexander Marcus (* 1972)

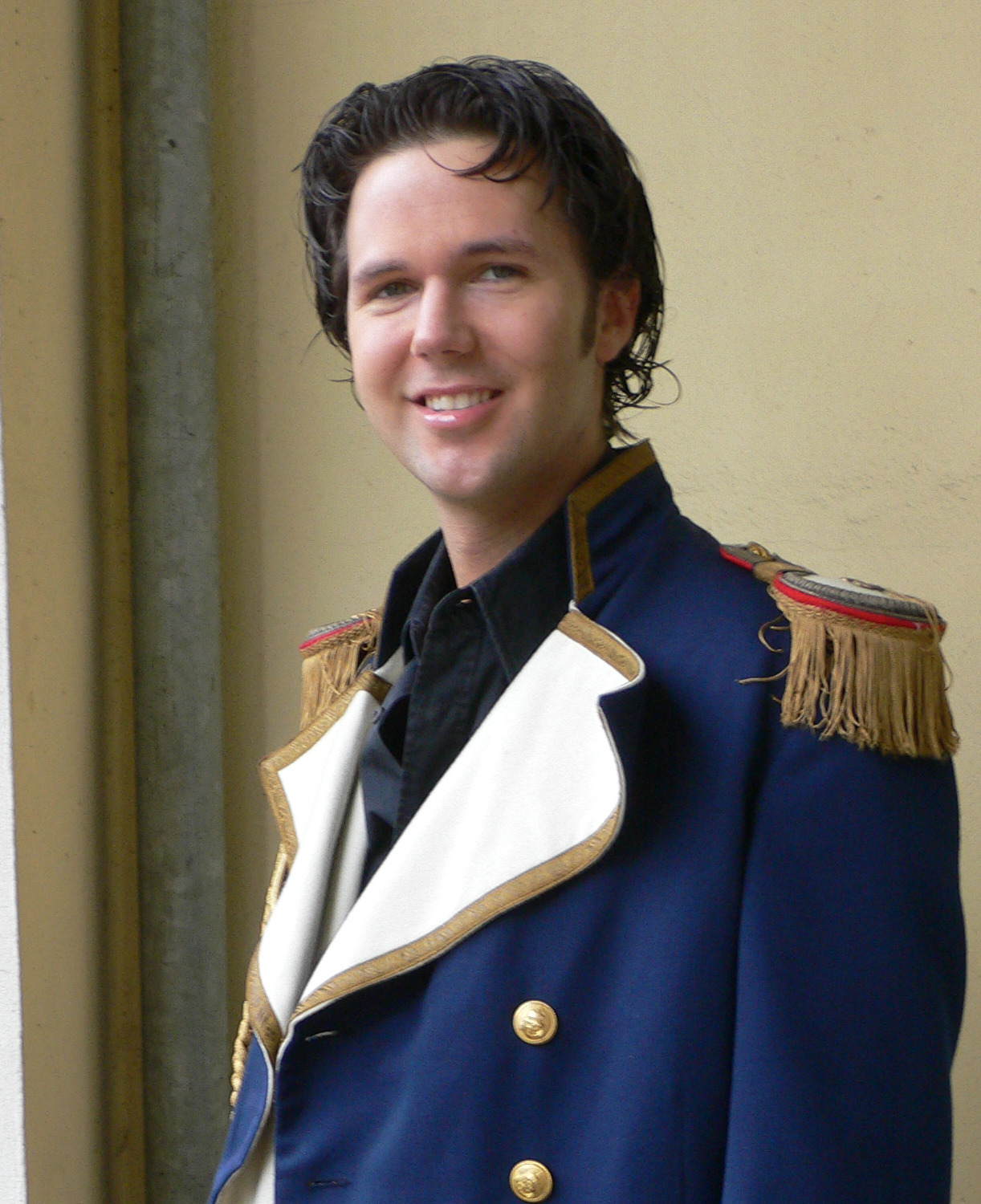
Alexander Marcus (* 1972)

- Marcus, Andrew (* 1960), US-amerikanischer Filmeditor
- Marcus, Ben (* 1967), US-amerikanischer Autor
- Marcus, Bernard (1929–2024), US-amerikanischer Unternehmer
- Marcus, Bernd (* 1964), deutscher Psychologe
- Marcus, Bunita (* 1952), US-amerikanische Komponistin
- Marcus, Caleb Cain (* 1978), US-amerikanischer Fotograf
- Marcus, Carl Friedrich von (1802–1862), deutscher Arzt, Psychiater und Hochschullehrer
- Marcus, Constantin (1806–1865), deutscher Lehrer und Politiker
- Marcus, David (1901–1948), amerikanisch-israelischer Jurist und Offizier
- Marcus, David (* 1941), US-amerikanischer Judaist
- Marcus, Edgar M. (* 1945), deutscher Schauspieler
- Marcus, Edith (* 1888), deutsche Blumen- und Porträtmalerin
- Marcus, Egerton (* 1965), guyanisch-kanadischer Boxer
- Marcus, Eli (1854–1935), deutscher jüdischer Schriftsteller und Schauspieler
- Marcus, Elli (1899–1977), deutsche und US-amerikanische Theaterfotografin
- Marcus, Émile (* 1930), französischer Ordensgeistlicher, emeritierter Erzbischof von Toulouse
- Marcus, Eric (* 1958), US-amerikanischer Sachbuchautor
- Marcus, Ernst (1856–1928), deutscher Jurist und Philosoph
- Marcus, Ernst (1893–1968), deutsch-brasilianischer Zoologe
- Marcus, Ernst (1900–1973), deutsch-israelischer Wirtschaftsjurist
- Marcus, Erwin (1925–2010), deutscher Hörfunkmoderator
- Marcus, Frank (1928–1996), britischer Dramatiker und Theaterkritiker
- Marcus, Franz (* 1886), deutsch-dänischer Jurist
- Marcus, Gary (* 1970), Neuropsychologe, KI-Experte und AutorGary Marcus (* 1970)

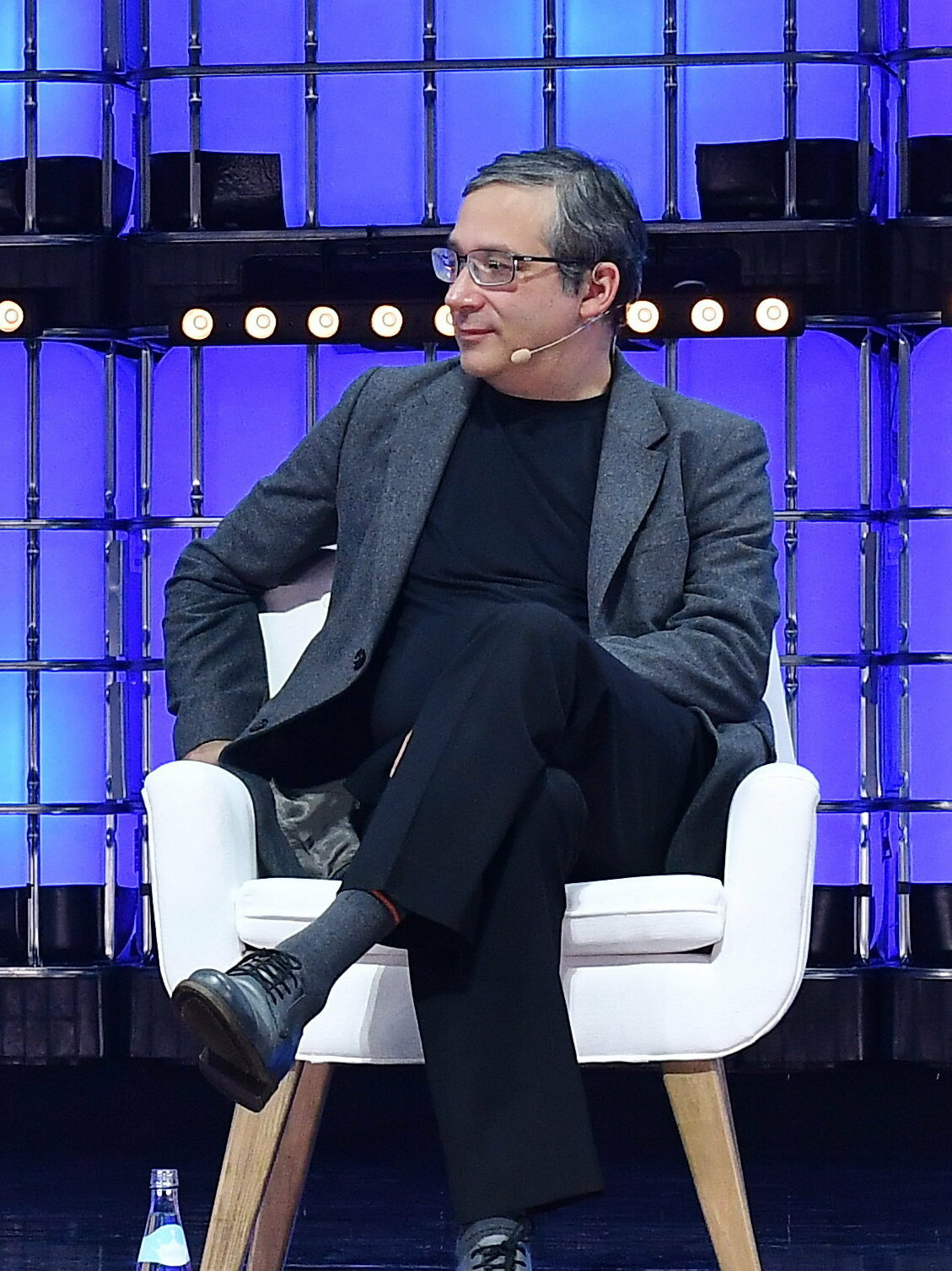
Gary Marcus (* 1970)

- Marcus, George (* 1946), US-amerikanischer Kulturanthropologe, Hochschullehrer und Autor
- Marcus, Gert (1914–2008), deutsch-schwedischer Maler und Bildhauer
- Marcus, Gill (* 1949), südafrikanische Politikerin, Gouverneurin der South African Reserve Bank
- Marcus, Greil (* 1945), US-amerikanischer Autor, Musikjournalist und Universitätsdozent
- Marcus, Hannah, US-amerikanische Sängerin, Songwriterin und Musikerin
- Marcus, Harry (1880–1976), deutscher Anatom, Entomologe sowie Hochschullehrer
- Marcus, Hugo (1880–1966), deutscher Schriftsteller und Intellektueller im Berlin der Weimarer Zeit
- Marcus, James A. (1867–1937), US-amerikanischer Film- und Theaterschauspieler
- Marcus, Jan (* 1983), deutscher Ökonom und Professor für Angewandte Statistik an der Freien Universität Berlin
- Marcus, Joseph (1886–1961), Jurist, Zionist, Mitbegründer des Blau-Weiß (jüdischer Wanderbund)
- Marcus, Josias (1524–1599), deutscher Rechtswissenschaftler und Beamter
- Marcus, Joyce (* 1948), US-amerikanische Altamerikanistin (Anthropologin, Archäologin) und Museumskuratorin
- Marcus, Julia (1905–2002), Schweizer Ausdruckstänzerin, Choreografin, Tanzkritikerin, Übersetzerin
- Marcus, Jürgen (1948–2018), deutscher SchlagersängerJürgen Marcus (1948–2018)

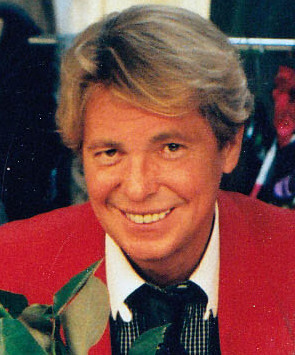
Jürgen Marcus (1948–2018)

- Marcus, Karl Paul (1854–1932), deutscher Kunstschmied der Kaiserzeit
- Marcus, Lawrence B. (1917–2001), amerikanischer Drehbuchautor
- Marcus, Lewis Jacob (1809–1881), deutscher Rechtsanwalt und Parlamentsabgeordneter
- Marcus, Louis (* 1936), irischer Dokumentarfilmer, Filmregisseur, Filmproduzent und Autor
- Marcus, Maria (1926–2017), dänische Schriftstellerin
- Marcus, Maria L. (1933–2022), US-amerikanische Juristin
- Marcus, Mary (1844–1930), deutsche Schulleiterin
- Marcus, Max (1892–1983), deutscher Chirurg
- Marcus, Michael, englischer Schauspieler
- Marcus, Michael (* 1952), US-amerikanischer Jazz- und Bluesmusiker
- Marcus, Milan (* 1987), deutscher Schauspieler
- Marcus, Moshe (* 1937), israelischer Mathematiker
- Marcus, Otto (1863–1952), deutscher Karikaturist und Maler
- Marcus, Ralph (1900–1956), US-amerikanischer Experte für hellenistisches Judentum
- Marcus, Richard (1883–1933), sächsischer Verwaltungsbeamter
- Marcus, Richard (* 1945), US-amerikanischer Schauspieler
- Marcus, Rudolph Arthur (* 1923), amerikanischer Chemiker und Nobelpreisträger
- Marcus, Ruth (* 1958), deutsche Ärztin und Fotografin
- Marcus, Sabine (* 1969), deutsche Schauspielerin, Moderatorin, Regisseurin und Filmproduzentin
- Marcus, Sharon (* 1966), US-amerikanische Anglistin und Feministin
- Marcus, Siegfried (1831–1898), deutsch-österreichischer Techniker und ErfinderSiegfried Marcus (1831–1898)

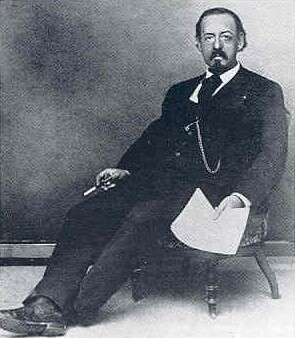
Siegfried Marcus (1831–1898)

- Marcus, Solomon (1925–2016), rumänischer Mathematiker und Philosoph
- Marcus, Sparky (* 1967), US-amerikanischer Schauspieler und Kinderdarsteller
- Marcus, Stephen (* 1962), britischer Schauspieler
- Marcus, Steve (1939–2005), US-amerikanischer Jazz- und Fusionmusiker (Saxophon)
- Marcus, Theodor (1894–1973), deutscher Verleger
- Marcus, Toni, amerikanische Geigerin und Bratscherin
- Marcus, Trula M. (* 1960), US-amerikanische Schauspielerin
- Marcus, Ulrich (* 1958), deutscher Epidemiologe und Arzt
- Marcus, Victor (1849–1911), deutscher Verwaltungsjurist, Senator und Bürgermeister in Bremen
- Marcus, Vitina (* 1937), US-amerikanische Schauspielerin
- Marcus, Wolfgang (1927–2016), deutscher Hochschullehrer und Politiker (SPD), MdL
- Marcuse, Adolf (1860–1930), deutscher Astronom und Autor
- Marcuse, Dietrich (* 1929), deutscher Physiker
- Marcuse, Eduard, deutscher Porträt- und Genremaler
- Marcuse, Harold (* 1957), US-amerikanischer Historiker
- Marcuse, Herbert (1898–1979), deutschamerikanischer Philosoph, Politologe und SoziologeHerbert Marcuse (1898–1979)

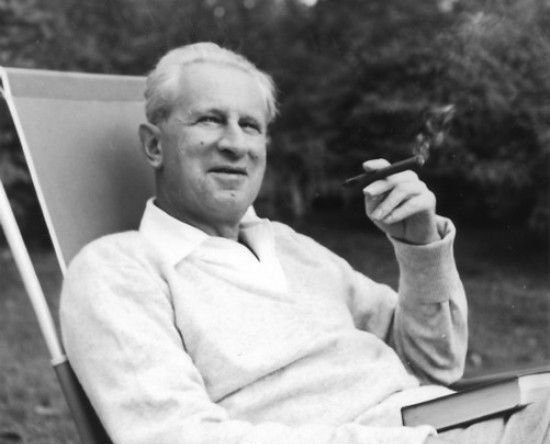
Herbert Marcuse (1898–1979)

- Marcuse, Julian (1862–1942), deutscher Arzt und Autor
- Marcuse, Ludwig (1894–1971), deutsch-amerikanischer Philosoph und Schriftsteller
- Marcuse, Max (1877–1963), deutscher Dermatologe und Sexualwissenschaftler
- Marcuse, Peter (1928–2022), US-amerikanischer Stadtplaner
- Marcuse, Rudolf (1878–1940), deutscher Bildhauer
- Marcuse, Sibyl (1911–2003), US-amerikanische Musikinstrumentenkundlerin und Museumskuratorin
- Marcuson, William F. III (* 1941), US-amerikanischer Geotechniker
- Marcussen, Greta (1928–2015), deutsche Badmintonspielerin
- Marcussen, Gustav (* 1998), dänischer Fußballspieler
- Marcussen, Hanna (* 1977), norwegische Politikerin
- Marcussen, Ida (* 1987), norwegische Siebenkämpferin
- Marcussen, Jørgen (* 1950), dänischer Radrennfahrer
- Marcussen, Jürgen (1781–1860), dänischer Orgelbauer
- Marcussen, Jürgen Andreas (1816–1900), dänischer Orgelbauer
- Marcussen, Kim (* 1968), dänischer Radrennfahrer
- Marcussen, Michael (* 1955), dänischer Radrennfahrer
- Marcussen, Peder (1894–1972), dänischer Turner
- Marcussen-Wulff, Jörn (* 1981), deutscher Komponist, Arrangeur, Posaunist und Dirigent und Hochschuldozent
- Marcusson, Erwin (1899–1976), deutscher Mediziner, Sozialhygieniker und Gesundheitspolitiker
- Marcusson, Hildegard (1910–1992), deutsche Medizinerin und Sozialhygienikerin
- Marcuzzo, Giacinto-Boulos (* 1945), italienischer römisch-katholischer Geistlicher und emeritierter Weihbischof im Lateinischen Patriarchat von Jerusalem

### Marcy
- Marcy, Daniel (1809–1893), US-amerikanischer Politiker
- Marcy, Geoffrey (* 1954), US-amerikanischer Astronom und Astrophysiker
- Marcy, William L. (1786–1857), US-amerikanischer Politiker

### Marcz
- Märcz, Tamás (* 1974), ungarischer Wasserballspieler
- Marczak, Marek (* 1969), polnischer Geistlicher, Weihbischof in Łódź
- Marczewski, Aleksander (1911–1981), polnischer Komponist, Dirigent und Organist
- Marczewski, Artur (* 1896), polnischer Fußballspieler
- Marczewski, Edward (1907–1976), polnischer Mathematiker
- Marczewski, Frank-Michael (* 1954), deutscher Fußballspieler
- Marczewski, Jean (1908–1990), französisch-polnischer Wissenschaftler
- Marczewski, Wojciech (* 1944), polnischer Filmregisseur
- Marczinek, Frank (* 1961), deutscher Politiker (parteilos) und Staatssekretär für Abrüstung und Verteidigung der DDR in der Regierung de Maizière
- Marczinkowsky, Günter (1927–2004), deutscher Kameramann
- Marczuk, Dominik (* 2003), polnischer Fußballspieler
- Marczułajtis, Jagna (* 1978), polnische Snowboarderin
- Marczy, Oskar (1924–2006), deutscher Politiker (FDP/DVP), MdL und Sport- und Vertriebenenfunktionär
- Marczyński, Adam (1908–1985), polnischer Maler und Grafiker
- Marczyński, Romuald (1921–2000), polnischer Computerpionier
- Marczyński, Tomasz (* 1984), polnischer Radrennfahrer